# Jóbarátok
A Jóbarátok (eredeti cím: Friends) amerikai televíziós szitkom, amelyet David Crane és Marta Kauffman készített, és 1994. szeptember 22-től 2004. május 6-ig, tíz évadon keresztül futott az amerikai NBC csatornán. A Jennifer Aniston, Courteney Cox, Lisa Kudrow, Matt LeBlanc, Matthew Perry és David Schwimmer alkotta szereplőgárdával készült sorozat 6 húszas (később harmincas) éveiben járó barát élete körül forog, akik a New York-i Manhattanben élnek. A sorozatot a Bright/Kauffman/Crane Productions gyártotta a Warner Bros. Televisionnel együttműködésben. Az eredeti executive producerek Kevin S. Bright, Kauffman és Crane voltak.
Kauffman és Crane 1993 novembere és decembere között kezdte el a Friends című filmsorozat fejlesztését Insomnia Cafe munkacímmel. Bemutatták az ötletet Brightnak, és közösen egy hétoldalas kidolgozást készítettek az NBC-nek a sorozatról. Számos forgatókönyv átírás és változtatás után, beleértve a Six of One és a Friends Like Us címváltozásokat, a sorozat végül a Friends nevet kapta.
A forgatás a Warner Bros. stúdióban zajlott a kaliforniai Burbankban. A Jóbarátok minden évben a legnézettebb sorozatok között szerepelt, nyolcadik évadának zárórészére pedig az első helyet is megszerezte az Egyesült Államokban. A sorozat fináléját 2004. május 6-án sugározták, és mintegy 52,5 millió amerikai néző látta, ezzel a televíziózás történetének ötödik legnézettebb sorozatfináléja és a 2000-es évek legnézettebb televíziós epizódja lett.
A Jóbarátok egész futása alatt nagy sikert aratott, és minden idők egyik legnépszerűbb televíziós sorozatává vált. A sorozatot 62 Primetime Emmy-díjra jelölték; 2002-ben, a nyolcadik évadával elnyerte A legjobb vígjátéksorozat díját. A sorozat a 21. helyen szerepelt a „TV Guide Minden idők 50 legjobb tévéműsorának” listáján, és a hetedik helyen az Empire magazin „Minden idők 50 legjobb tévéműsorának” listáján. 1997-ben A családi videó című rész a 100. helyre került a „TV Guide Minden idők 100 legjobb epizódja” listáján. 2013-ban a Jóbarátok a 24. helyen szerepelt a Writers Guild of America „Minden idők 101 legjobban megírt tévésorozatának” listáján, és a 28. helyen a TV Guide „Minden idők 60 legjobb tévésorozatának” listáján. A szitkom szereplői 2021. május 27-én tértek vissza az HBO Maxon sugárzott újraegyesülési különkiadásra.

## A sorozat alapja
Rachel Green, az elkényeztetett, de barátságos nő elmenekül esküvője és gazdag, ám beteljesületlen élete elől, és rátalál gyermekkori barátnőjére, Monica Gellerre, a feszült, de gondoskodó szakácsnőre. Rachel pincérnő lesz a West Village-i Central Perk kávéházban, miután beköltözik Monica Central Perk feletti lakásába, és csatlakozik Monica 20-as éveik közepén járó egyedülálló barátai csoportjához: A korábbi szobatárs Phoebe Buffay, egy excentrikus masszőr és zenész; a szomszéd Joey Tribbiani, egy butácska, de hűséges, feltörekvő színész és nőcsábász; Joey szobatársa Chandler Bing, egy szarkasztikus, önironikus adatfeldolgozó; és Monica idősebb bátyja és Chandler egyetemi szobatársa Ross Geller, egy kedves természetű, de bizonytalan paleontológus.
Az epizódok a barátok komikus és romantikus kalandjait, valamint karrierproblémáit mutatják be, mint például Joey szerepekre való meghallgatását vagy Rachel álláskeresését a divatiparban. A hat szereplő mindegyike számos randevút és komoly kapcsolatot tart, például Monica Richard Burke-kel és Ross Emily Walthammel. Ross és Rachel időszakos kapcsolata a leggyakrabban visszatérő történetszál; a sorozat tíz évada alatt többször randiznak és szakítanak. A sorozat során Ross rövid időre feleségül veszi Emilyt, Rossnak és Rachelnek egy egyéjszakás kaland után közös gyermeke születik, Chandler és Monica randizik és összeházasodnak, Phoebe pedig hozzámegy Mike Hanniganhez. További gyakran visszatérő szereplők: Ross és Monica szülei, Jack és Judy Geller Long Islandről; Ross volt felesége, Carol Willick, fiuk, Ben Geller, és Carol leszbikus partnere, Susan Bunch; a Central Perk barista Gunther; Chandler rendkívül idegesítő és kibírhatatlan, de jóindulatú volt barátnője, Janice Goralnik; és Phoebe gonosz ikertestvére, Ursula.

## Szereposztás és karakterek

Főszereplők
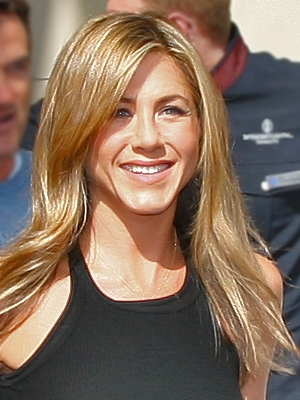
Jennifer Aniston, mint  Rachel Green
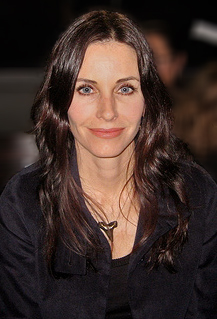
Courteney Cox, mint  Monica Geller
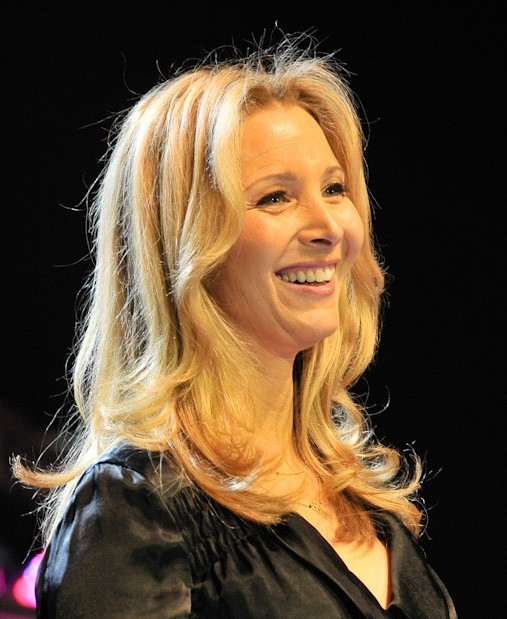
Lisa Kudrow, mint  Phoebe Buffay
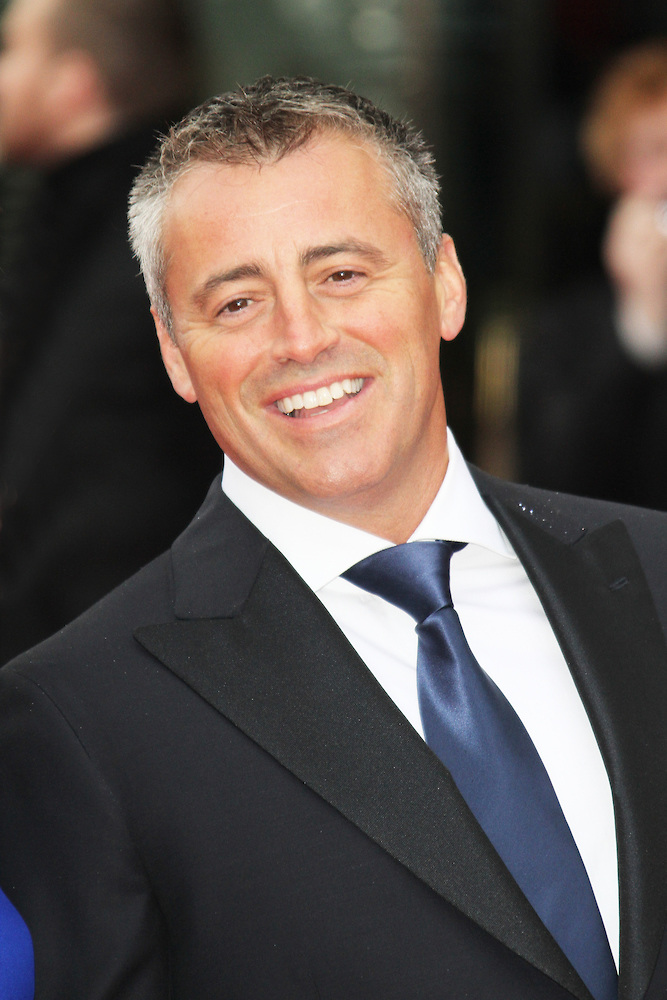
Matt LeBlanc, mint  Joey Tribbiani
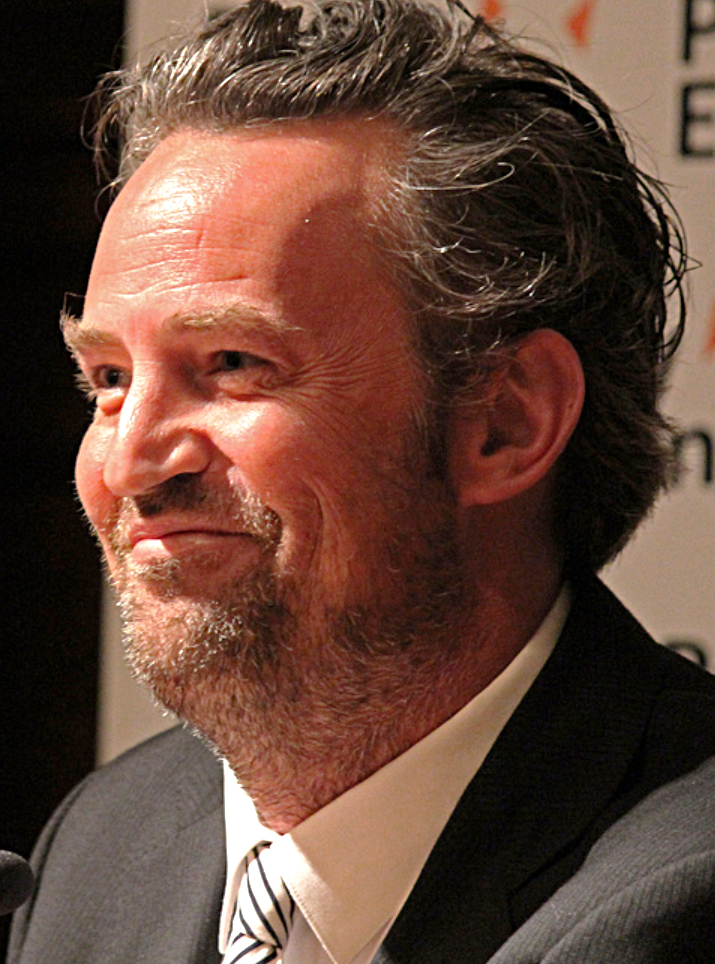
Matthew Perry, mint  Chandler Bing
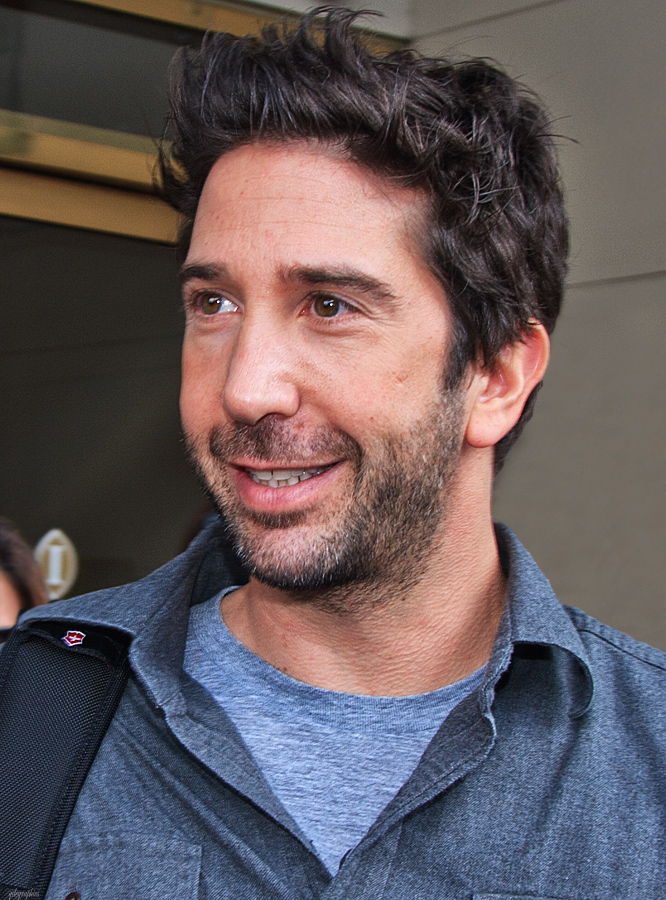
David Schwimmer, mint  Ross Geller

- Rachel Green (Jennifer Aniston): 
Divatrajongó és Monica Geller gyerekkori legjobb barátnője. Rachel először az első évadban költözik össze Monicával, miután majdnem hozzáment Barry Farberhez. Rachel és Ross Geller később a sorozat során egy „se veled se nélküled” kapcsolatba keverednek. Rachel a sorozat során más férfiakkal is randizik, például az olasz szomszéddal, Paolóval az első évadban; Joshua Berginnel, a Bloomingdale's egyik ügyfelével a negyedik évadban; Tag Jones-szal, az asszisztensével a hetedik évadban; és Joey Tribbianival, az egyik közeli barátjával a tízedik évadban. Rachel első munkahelye a Central Perk nevű kávéházban volt, mint pincérnő, de később a harmadik évadban a Bloomingdale's-nél lesz eladó asszisztens, az ötödik évadban pedig a Ralph Lauren-nél. Rachelnek és Rossnak a nyolcadik évad végén a Rachel gyereket szül, 2. rész című epizódban születik egy Emma nevű lánya. A sorozat utolsó epizódjában Ross és Rachel bevallják egymásnak szerelmüket, és Rachel feladja álmai divattervezői állását a párizsi Louis Vuittonnál, hogy vele lehessen. A Joey című spin-off sorozatban erősen burkoltan utalnak arra, hogy Rachel a sorozat fináléja után hozzáment Rosshoz.
- Monica Geller (Courteney Cox): 
A csoport „tyúkanyója” és séf,[18] aki maximalista, főnökösödő, versengő és kényszeres természetéről ismert.[19][20] Monica gyerekkorában túlsúlyos volt. A sorozat során különböző éttermekben dolgozik séfként. Monica első komoly kapcsolata Richard Burke-kel volt, a család egy régi barátjával, aki huszonegy évvel idősebb nála. Ők ketten egy ideig szoros kapcsolatot ápolnak, amíg Richard ki nem fejezi, hogy nem akar gyereket. Monica és Chandler, az egyik legjobb barátja később kapcsolatot kezdenek, miután a negyedik évad fináléjában Londonban együtt töltöttek egy éjszakát, ami a hetedik évadban házassághoz, a sorozat végén pedig ikrek örökbefogadásához vezet.
- Phoebe Buffay (Lisa Kudrow): 
Masszőr és autodidakta zenész. Gyermekkorában Phoebe New York állam északi részén élt édesanyjával, amíg édesanyja öngyilkosságot nem követett el, Phoebe pedig az utcára került. Saját maga írja és énekli furcsa dalait, gitáron kísérve magát. Van egy egypetéjű ikertestvére, Ursula, aki jellemében egyáltalán nem hasonlít Phoebe-re. Phoebe-nek három komoly kapcsolata volt a sorozat időtartama alatt: David, egy tudós, az első évadban, akivel szakít, amikor a férfi egy kutatási ösztöndíjjal Minszkbe költözik; Gary, egy rendőr, akinek a jelvényét megtalálja az ötödik évadban; és Mike Hannigan-nel a kilencedik és a tizedik évadban. A kilencedik évadban Phoebe és Mike szakítanak, mivel Mike nem akar megházasodni. David visszatér Minszkből, ami ahhoz vezet, hogy újra összejönnek, de a nő végül visszautasítja őt Mike miatt, amikor mindketten megkérik a kezét. Phoebe és Mike a tízedik évadban összeházasodnak.[21][22]
- Joey Tribbiani (Matt LeBlanc): 
Feltörekvő színész és ételimádó, aki az Életünk napjai című szappanoperában Dr. Drake Ramoray szerepével válik híressé. Joey-nak sok rövid távú barátnője van. Nőcsábászkodása ellenére Joey ártatlan, gondoskodó és jó szándékú.[23] Joey gyakran használja a „Na mi a helyzet?” felszedőszöveget, hogy megpróbálja megnyerni a legtöbb nőt, akivel találkozik. Joey évekig legjobb barátjával, Chandlerrel, majd később Rachellel lakik együtt. A nyolcadik évadban beleszeret Rachelbe, de Rachel udvariasan közli Joey-val, hogy nem osztja az érzéseit. Végül a tízedik évadban rövid ideig randiznak, de miután rájönnek, hogy ez nem fog működni a barátságuk és Rachel Ross-szal való bonyolult kapcsolata miatt, visszatérnek a barátsághoz. A sorozat végén ő az egyetlen megmaradt szingli tag, és ő lesz a Joey című spin-off sorozat főszereplője.
- Chandler Bing (Matthew Perry): 
Egy nagy, multinacionális vállalatnál statisztikai elemzéssel és adatok átkonfigurálásával foglalkozó vezető. Chandler utálja ezt a munkát, bár jól fizet. Az első évadban megpróbál felmondani, de egy új irodával és fizetésemeléssel visszacsábítják. Végül a kilencedik évadban hagyja ott ezt a munkát, mivel áthelyezik Tulsába. Még ebben az évadban egy reklámügynökségnél lesz junior szövegíró. Chandler különös családi háttérrel rendelkezik, mivel egy erotikus regényíró anya és egy meleg, transzvesztita Las Vegas-i sztár apa fia. Chandler szarkasztikus humoráról és balszerencsés kapcsolatairól ismert.[24] Chandler a hetedik évadban feleségül veszi Monicát, egyik legjobb barátját, és a sorozat végén ikreket fogadnak örökbe. A Monicával való kapcsolata előtt Chandler az első évadban Janice Hosensteinnel járt, akivel később többször is szakított.
- Ross Geller (David Schwimmer): 
Monica stréber bátyja, aki paleontológus, a Természettudományi Múzeumban dolgozik, majd a New York-i Egyetem paleontológia professzora. Rossnak a sorozat során többször is volt kapcsolata Rachellel. A sorozat során három házassága is kudarcba fulladt: Carol Willick, egy leszbikus, aki egyben fiának, Ben Gellernek az anyja is; Emily Waltham, aki elválik tőle, miután az esküvői fogadalmuk során véletlenül Rachel nevét mondja ki az övé helyett; és Rachel, amikor ők ketten részegen összeházasodnak Las Vegasban. A válásai a sorozaton belüli viccek közé tartoznak. Egy egyéjszakás kalandot követően a nyolcadik évad végére Rachellel közös lányuk születik, Emma. A sorozat fináléjában végül bevallják, hogy még mindig szerelmesek egymásba. A Joey című spin-off sorozatban erősen burkoltan utalnak arra, hogy Ross a sorozat fináléja után feleségül vette Rachelt.

James Michael Tyler a sorozat minden évadában megjelenik Gunther, a Central Perk baristája szerepében, de mindig csak vendégszereplőként szerepel. Gunther az egész sorozat alatt többnyire titokban mélységes szerelmet táplál Rachel iránt. Egy ponton ő lesz a kávéház vezetője. Kiderül, hogy Gunther az angol mellett hollandul is beszél, valamint egykori szappanopera-színész.
Az első évad eredeti szerződésében a színészek epizódonként 22 500 dollárt kaptak. A második évadban a szereplők különböző fizetéseket kaptak, kezdve a 20 000 dolláros sávtól a 40 000 dollárig epizódonként. A harmadik évad bértárgyalásai előtt a szereplők úgy döntöttek, hogy kollektív tárgyalásokba kezdenek, annak ellenére, hogy a Warner Bros. az egyéni megállapodásokat részesítette előnyben. A színészek a legkevésbé fizetett szereplő fizetését kapták. A sztárok epizódonként 75 000 dollárt kaptak a harmadik évadban, 85 000 dollárt a negyedik évadban, 100 000 dollárt az ötödik évadban, 125 000 dollárt a hatodik évadban, 750 000 dollárt a hetedik és nyolcadik évadban, és 1 millió dollárt a kilencedik és tizedik évadban, amivel Aniston, Cox és Kudrow minden idők legjobban fizetett tévés színésznői lettek. A színészek 2000-től kezdve szindikációs jogdíjat is kaptak az újratárgyalások után. Abban az időben ezt az anyagi előnyt, vagyis a sorozat jövedelmező háttérbevételeinek egy részét csak olyan sztárok kapták meg, akiknek tulajdonjoguk volt egy sorozatban, mint például Jerry Seinfeld és Bill Cosby.
A sorozat alkotója, David Crane azt akarta, hogy mind a hat színész egyformán kiemelkedő legyen, és a sorozatot úgy dicsérték, mint „az első igazi többszereplős show”-t. A szereplők igyekeztek megtartani az ensemble formátumot, és nem engedték, hogy egy tag domináljon; ugyanazokban a színészi kategóriákban neveztek be a díjakra, közös bértárgyalásokat választottak, és kérték, hogy az első évadban együtt szerepeljenek a magazinok címlapfotóin. A szereplők a képernyőn kívül is a legjobb barátok lettek, olyannyira, hogy a visszatérő vendégszereplő Tom Selleck arról számolt be, hogy néha úgy érezte, kimaradt a csapatból.
A szereplők a sorozat után is jó barátok maradtak, leginkább Cox és Aniston. Aniston Cox és David Arquette lányának, Cocónak a keresztanyja. A hivatalos búcsúztató emlékkönyvben, a Friends 'Til the End-ben mindegyikük külön-külön elismerte az interjúkban, hogy a szereplők a családjukká váltak.

## Epizódok
| Évad                   | Évad                   | Epizódok               | Eredeti sugárzás     | Eredeti sugárzás | Eredeti adó |
| Évad                   | Évad                   | Epizódok               | Évadpremier          | Évadfinálé       | Eredeti adó |
| ---------------------- | ---------------------- | ---------------------- | -------------------- | ---------------- | ----------- |
|                        | 1                      | 24                     | 1994. szeptember 22. | 1995. május 18.  | NBC         |
|                        | 2                      | 24                     | 1995. szeptember 21. | 1996. május 16.  | NBC         |
|                        | 3                      | 25                     | 1996. szeptember 19. | 1997. május 15.  | NBC         |
|                        | 4                      | 24                     | 1997. szeptember 27. | 1998. május 7.   | NBC         |
|                        | 5                      | 24                     | 1998. szeptember 24. | 1999. május 20.  | NBC         |
|                        | 6                      | 25                     | 1999. szeptember 23. | 2000. május 18.  | NBC         |
|                        | 7                      | 24                     | 2000. október 12.    | 2001. május 17.  | NBC         |
|                        | 8                      | 24                     | 2001. szeptember 27. | 2002. május 16.  | NBC         |
|                        | 9                      | 24                     | 2002. szeptember 26. | 2003. május 15.  | NBC         |
|                        | 10                     | 18                     | 2003. szeptember 25. | 2004. május 6.   | NBC         |
| Jóbarátok: Újra együtt | Jóbarátok: Újra együtt | Jóbarátok: Újra együtt | 2021. május 27.      | 2021. május 27.  | HBO Max     |

### Első évad
Az első évad bemutatja a hat főszereplőt, akik New Yorkban élnek: Rachel Green, a pincérnő; Monica Geller, a hivatásos szakácsnő; a paleontológus bátyja, Ross Geller; Phoebe Buffay, a szabad szellemű masszőrnő; Joey Tribbiani, a küszködő színész és Ross főiskolai barátja, Chandler Bing, akinek pontos foglalkozása egy vállalatnál ismeretlen. Rachel menyasszonyi ruhában érkezik a Central Perkbe, miután az oltárnál hagyta vőlegényét, a fogszabályozó orvos Barryt. Beköltözik középiskolai barátnője, Monica lakásába, és pincérnői állást kap a Central Perkben. Ross, aki a középiskola óta belezúgott Rachelbe, gyakran próbálja kinyilvánítani érzéseit iránta. Azonban számos akadály áll az útjába, többek között a bizonytalanságai, Rachel egy Paolo nevű olasz szomszéddal randizik, és az a tény, hogy gyermeket vár leszbikus volt feleségétől, Caroltól, aki az évad későbbi részében életet ad Bennek. Joey-nak sosincs állandó barátnője, és folyamatosan többféle nővel is lefekszik. Phoebe meglehetősen furcsa és különc, ami leginkább annak köszönhető, hogy édesanyja öngyilkos lett, amikor Phoebe még gyerek volt, és egy ideig az utcán élt. A banda azonban ettől függetlenül szereti őt. Chandler szakít a barátnőjével, Janice-szel (Maggie Wheeler), akivel a sorozat során újra összejönnek. Az évad vége felé, amikor Ross egy paleontológiai ásatáson van Kínában, Chandler véletlenül elárulja, hogy Ross szereti Rachelt, aki ekkor rájön, hogy ő is szereti őt. Az évad úgy ér véget, hogy Rachel a repülőtéren várja a Kínából hazatérő Rosst.

### Második évad
Rachel üdvözli Rosst a reptéren, csakhogy rájön, hogy Julie-val (Lauren Tom) tért vissza, akit még az egyetemről ismer. Rachel próbálkozásai, hogy elmondja Rossnak, hogy szereti őt, kezdetben tükrözik Ross az első évadban tett sikertelen próbálkozásait. Miután Rachel miatt szakít Julie-val, súrlódások alakulnak ki közöttük, amikor Rachel felfedezi Ross listáját a randizás hátrányairól. Végül kapcsolatuk azután kezdődik, hogy Rachel meglát egy régi házi videót a báli estéjéről, amit ő és Monica készítettek, és rájön, hogy Ross beugrott a báli partnere helyett, aki majdnem felültette. Monicát előléptetik az Iridium étterem főszakácsává, majd kirúgják, mert ajándékot fogadott el egy beszállítótól, ami ellenkezik a cég szabályzatával. Mivel pénzre van szüksége, kénytelen elvállalni egy kínos pincérnői állást egy 1950-es évek stílusú étkezdében. Richard Burke-kel (Tom Selleck), a család nemrég elvált barátjával kezd randizni, aki 21 évvel idősebb nála. Végül szakítanak, amikor Monica rájön, hogy Richard, aki már apa, nem akar több gyereket. Joey szerepet kap a Days of Our Lives című szappanopera fiktív változatában, mint Dr. Drake Ramoray idegsebész. Kiköltözik az ő és Chandler lakásából, így Chandler kénytelen új lakótársat szerezni, Eddie-t (Adam Goldberg). Eddie azonban idegesítő és kissé zavart. Amikor Joey egy szappanopera magazin interjújában azt állítja, hogy sok saját szövegét ő írja, ezzel megbántva a sorozat íróját, a karakterét megölik. Mivel Joey már nem engedheti meg magának a drága új lakását, visszaköltözik Chandlerhez, és közben Eddie-t is kirúgja. Az évadzáróban Chandler egy névtelen nővel beszélget egy online chatszobában. Amikor megegyeznek, hogy személyesen is találkoznak, kiderül, hogy a nő Janice.

### Harmadik évad
A 3. évad lényegesen sorozatszerűbb formát ölt. Chandler és Janice több epizódon keresztül randiznak, amíg Joey rajtakapja Janice-t, amint a leendő ex-férjével csókolózik. Chandler nem akarja tönkretenni a családját, ezért sürgeti Janice-t, hogy menjen vissza a férjéhez, majd több epizódon keresztül depressziós lesz a szakítás miatt. Rachel felmond a Central Perkben, és a Bloomingdale's-ben, egy előkelő áruházláncnál kezd el dolgozni. Ross hamarosan féltékeny lesz a kollégájára, Markra, és frusztrált Rachel hosszú munkaideje miatt. A lány belefárad a férfi állandó féltékenységébe és bizonytalanságába, és úgy dönt, hogy szükségük van egy (párkapcsolati) szünetre. Ross sértődötten és kissé részegen azonnal lefekszik Chloe-val, "a dögös lánnyal a Xerox helyről", aminek hatására Rachel teljesen szakít vele. Bár Phoebe kezdetben azt hiszi, hogy ikertestvérén, Ursulán (Lisa Kudrow) kívül nincs családja, az évad során megtudja, hogy van egy féltestvére, Frank Jr. (Giovanni Ribisi), és felfedezi szülőanyját, Phoebe Abbottot (Teri Garr). Joey beleszeret színésztársába, Kate-be (Dina Meyer), de féltékeny arra, hogy a színésznő a darabjuk rendezőjével jár. Rövid kapcsolatba kezdenek, ami akkor ér véget, amikor a lány színészi munkát vállal Los Angelesben. Monica a milliomos Pete Beckerrel (Jon Favreau) randizik, annak ellenére, hogy kezdetben nem vonzódik hozzá. Azonban szakít Pete-tel, miután a férfi súlyosan megsérül, amikor megpróbál Ultimate Fighting bajnok lenni, és nem hajlandó abbahagyni. Phoebe összehozza Rosst egy randira a barátnőjével, Bonnie-val (Christine Taylor), ami Rachel féltékenységét szítja. A lány megpróbálja szabotálni a kapcsolatot azzal, hogy arra kényszeríti Bonnie-t, hogy kopaszra borotválja a fejét, és végül bevallja Rossnak, hogy még mindig érez iránta valamit. Az évadot az zárja, hogy Rossnak választania kell Rachel és Bonnie között.

### Negyedik évad
A 4. évad nyitórészében, miután Ross szakít Bonnie-val, ő és Rachel rövid időre kibékülnek, miután Ross úgy tesz, mintha elolvasna egy hosszú levelet, amit Rachel írt neki. Ross azonban továbbra is ragaszkodik ahhoz, hogy szakítottak, amikor lefeküdt Chloéval, így újra szakítanak. Joey Kathyvel (Paget Brewster) randizik, egy lánnyal, akibe Chandler is belezúgott. Kathy és Chandler később csókolóznak, ami drámát okoz Chandler és Joey között. Joey csak azután bocsát meg Chandlernek és engedi meg neki, hogy Kathyvel randizzon, miután Chandler büntetésből egy dobozban tölti a hálaadást. Chandler kapcsolata Kathyvel véget ér, miután egy vita miatt rájön, hogy a lány megcsalta őt. Phoebe elveszíti masszőr állását, miután smárolt az egyik ügyfelével, és elkíséri Monicát, aki felbérelt vendéglátós lett. Hamarosan közös catering vállalkozásba kezdenek, de Monicának, miután negatívan bírál egy éttermet, az Allesandrót, felajánlják a főszakács pozícióját. Annak ellenére, hogy kezdetben a munkatársai haragja nyomasztja, Monica végül érvényesíti dominanciáját a konyhában. Phoebe a bátyja és annak felesége, Alice (Debra Jo Rupp) babájával lesz terhes. Monica és Rachel kénytelenek lakást cserélni Joey-val és Chandlerrel, miután egy kvízjáték során elvesztettek egy fogadást, de sikerül visszaváltaniuk úgy, hogy megvesztegetik őket Knicks-bérletekkel és egy egyperces csókkal (off-screen) egymás között. Miután a főnöke meghal, Rachelt lefokozzák, és megismerkedik egy Joshua (Tate Donovan) nevű ügyféllel, akivel később randizik is. Ross egy Emily nevű angol nővel (Helen Baxendale) kezd randizni, és hamarosan eljegyzik egymást. Rachel nehezen boldogul, és sietve javasolja Joshuának, hogy házasodjanak össze, mire a férfi visszautasítja. Az évadzáróban a csapat – az erősen terhes Phoebe és Rachel kivételével – Ross és Emily esküvőjére utazik Londonba. Chandler és Monica lefekszik egymással, Rachel pedig, miután rájön, hogy még mindig szerelmes Rossba, Londonba siet, hogy megakadályozza Ross és Emily esküvőjét, de meggondolja magát, amikor meglátja őket boldogan együtt. A fogadalomtétel közben Ross véletlenül Rachel nevét mondja ki az oltárnál, megdöbbentve ezzel menyasszonyát és a vendégeket.

### Ötödik évad
Ross és Emily összeházasodik, de a dühös és megalázott Emily elmenekül a fogadásról. Rachel hamarosan bevallja, hogy szerelmes Rossba, de felismerve, hogy ez mennyire nevetséges, azt tanácsolja neki, hogy dolgozzon az Emilyvel való házasságán. Rachel belezúg a szomszédjába, Dannybe, és rövid ideig randiznak is, amíg rá nem jön, hogy a férfi túl közel áll a húgához. Monica és Chandler megpróbálják titokban tartani új kapcsolatukat a barátaik előtt. Phoebe hármas ikreknek ad életet a sorozat 100. epizódjában. Egy fiúnak, ifjabb Franknek és két lánynak, Leslie-nek és Chandlernek ad életet (az utóbbiról azt hitték, hogy fiú, de később kiderül, hogy lány). Hetekig tartó kapcsolatfelvételi kísérletek után Emily beleegyezik, hogy kibékül Ross-szal és New Yorkba költözik, ha az megszakít minden kapcsolatot Rachellel. Ross beleegyezik, de később részt vesz egy vacsorán az összes barátjával, köztük Rachellel. Emily felhívja Rosst, felfedezi, hogy Rachel is ott van, rájön, hogy nem bízik benne, és véget vet a házasságuknak. Ross a munkahelyén vezeti le a dühét, aminek következtében határozatlan időre felfüggesztik a múzeumból, és Chandlerhez és Joeyhoz költözik, míg végül új lakást kap velük szemben. Rachel új állást kap a Ralph Lauren-nél. Phoebe kapcsolatot kezd egy rendőrtiszttel, Garryvel (Michael Rapaport), miután megtalálja a jelvényét, és sajátjaként használja. Monica és Chandler nyilvánosságra hozzák kapcsolatukat, barátaik meglepetésére és örömére. Úgy döntenek, hogy egy Las Vegas-i kiránduláson összeházasodnak, de megváltoztatják terveiket, miután szemtanúi lesznek, ahogy Ross és Rachel részegen botorkálnak ki az esküvői kápolnából.

### Hatodik évad
A 6. évad premierjében Ross és Rachel házasságáról kiderül, hogy egy részeges tévedés volt, amire egyikük sem emlékszik, amíg a többi barát meg nem említi. Ross megígéri Rachelnek, hogy érvényteleníti a házasságukat, majd titokban nem tesz semmit, mert nem tud szembenézni azzal, hogy három sikertelen házassága van. Mire Rachel rájön, hogy még mindig házasok, a házasság érvénytelenítése lehetetlen a múltjuk miatt; kénytelenek elválni. Miután figyelmen kívül hagyják a számos jelet, hogy össze kellene házasodniuk, Monica és Chandler úgy döntenek, hogy együtt élnek, így Rachel kénytelen Phoebe-hez költözni. Joey új lakótársat kap, Janine-t (Elle Macpherson). Érzelmeket táplálnak egymás iránt, és rövid ideig randiznak, amíg Janine kritizálja Monicát és Chandlert, véget vetve a kapcsolatnak. Miután Janine elköltözik, Joey nehezen tudja kifizetni a számláit, ezért munkát vállal a Central Perkben. Hamarosan szerepet kap a Mac and C.H.E.E.E.S.E. című kábeltévésorozatban, ahol egy bűnüldöző robot mellett játszik. Ross tanári állást kap a New York-i Egyetemen. Elizabeth-tel (Alexandra Holden), egy diáklánnyal randizik, annak ellenére, hogy ez ellenkezik az egyetemi szabályokkal. Elizabeth apja, Paul (Bruce Willis) rosszallja Rosst, de beleszeret Rachelbe, és randizni kezdenek. Mindkét kapcsolatnak hamarosan vége szakad: Elizabeth túl éretlen Rosshoz, a korábban sztoikus Paul pedig érzelmileg megnyílik, amit Rachel nem tud kezelni. Phoebe és Rachel lakása kigyullad, és Rachel Joey-hoz költözik, míg Phoebe Chandlerrel és Monicával marad, bár később cserélnek. Egy mókából, egy múzeumban, ahol két évet kell várni az esküvőkre, a lányok mindannyian felírják a nevüket a listára. Chandler elcsípi a múzeum telefonhívását egy lemondásról, ő már tervezte, hogy megkéri a kezét, mégis úgy tesz, mintha soha nem akarná a házasságot. Miközben egy puccos étteremben vacsoráznak, Chandler tervezett lánykérését meghiúsítja, hogy megjelenik Monica volt barátja, Richard Burke. Később, a munkahelyén Richard házasságot és gyerekeket ajánl Monicának. Monicát még jobban összezavarja Chandler házasságellenes trükkje. Chandler azt hiszi, hogy Monica elhagyta őt, csakhogy a gyertyákkal díszített lakásukba tér haza, ahol Monica már a lánykérésre vár. Amikor a lány túlságosan elérzékenyül, Chandler megkéri a kezét, és a lány elfogadja.

### Hetedik évad
A hetedik évad főleg Monicát és Chandlert követi, akik különböző problémák közepette tervezik az esküvőjüket. Joey tévésorozatát, a Mac and C.H.E.E.E.S.E.-t elkaszálják, de felajánlják neki régi szerepét az Életünk napjaiban; a sorozatot visszavezetik azzal a felfedezéssel, hogy Dr. Drake Ramoray négy évig kómában feküdt, és egy másik szereplő agyátültetésével élesztik újra. Phoebe felújított lakásában az eredeti két hálószoba helyett már csak egy nagy hálószoba van, így Rachel végleg Joey-nál marad. Rachelt előléptetik a Ralph Laurennél, és impulzívan felvesz egy fiatal asszisztenst, Tag Jonest (Eddie Cahill), a külseje alapján, egy képzettebb nő mellett elhaladva. Tag a hálaadásnapi vacsorán fedezi fel a lány érzéseit iránta, és randizni kezdenek, amit a munkatársak elől titkolnak. Rachel azonban a 30. születésnapján véget vet a kapcsolatuknak, mivel rájön, hogy Tag túl fiatal és éretlen, különösen, ha a házassági terveit kívánja követni. Órákkal Monica és Chandler esküvői ceremóniája előtt Chandler pánikba esik, és elbújik, amikor Phoebe és Rachel pozitív terhességi tesztet talál Monica és Chandler fürdőszobájában. Feltételezik, hogy Monica terhes. Ross és Phoebe megtalálják Chandlert, és meggyőzik, hogy térjen vissza a szertartásra, bár rövid időre ismét elmenekül, miután meghallja, hogy Phoebe és Rachel a terhességi tesztről beszélgetnek. Gyorsan visszatér, és magáévá teszi az apaság gondolatát. A szertartás után Monica tagadja, hogy terhes; mindenki tudta nélkül a pozitív terhességi teszt Rachelé.

### Nyolcadik évad
A 8. évad Monica és Chandler esküvői fogadásán kezdődik. Phoebe és Monica felfedezik Rachel terhességét, és rábeszélik, hogy csináltasson még egy tesztet, hogy megerősítse a terhességet. Phoebe először azt állítja, hogy a teszt negatív, ami nagy csalódást okoz Rachelnek, majd elárulja, hogy pozitív, mondván, hogy Rachel most már tudja, hogyan érez valójában a babavállalással kapcsolatban. Végül kiderül, hogy Ross az apa, és az évad Rachel terhessége körül forog. Rachel és Ross megegyeznek abban, hogy társszülők lesznek, anélkül, hogy romantikus kapcsolatuk folytatódna; Ross Monával (Bonnie Somerville) kezd randizni, aki Monica munkatársa az Allesandróból. Joey elviszi Rachelt valahova, hogy eloszlassa az anyasággal kapcsolatos félelmeit, és rájön, hogy romantikus érzelmeket táplál iránta. Miközben elnyomja érzéseit, arra biztatja Rachelt, hogy maradjon Ross lakásán, hogy részt vehessen a terhességben. A megállapodás túl sok Monának, és szakít Ross-szal. Joey elmondja Rossnak a Rachel iránti érzéseit. Ross eleinte dühös, majd áldását adja rá. Joey elmondja Rachelnek, hogy szereti őt, de a lány rájön, hogy ő nem így érez, és barátok maradnak. Amikor Rachelnél megindul a szülés, Ross anyja egy családi ereklyegyűrűt ad neki, és arra biztatja, hogy kérje meg Rachel kezét. Ross habozik, és a gyűrűt a kabátjába teszi, amit később Rachel szobájában hagy. Miután Monica viccelődik a gyerekvállalással, Chandlerrel úgy döntenek, hogy gyereket vállalnak, még a kórházban kezdik el. Egy elhúzódó vajúdás után, amelynek során számos más várandós anyát, köztük Janice-t is a szülőszobába viszik, Rachel megszüli a kis Emmát. Szomorúan és félve marad, miután Janice később azt mondja, hogy Ross nem biztos, hogy mindig ott lesz mellette és a baba mellett. Amikor Joey vigasztalja Rachelt, Ross kabátjából a gyűrű a padlóra esik. Joey letérdel, hogy felvegye, és Rachel, aki azt hiszi, hogy megkéri a kezét, impulzívan igent mond. Eközben Ross meg akarja kérdezni Rachelt, hogy akarja-e folytatni a kapcsolatukat.

### Kilencedik évad
A kilencedik évad azzal kezdődik, hogy Ross és Rachel együtt élnek a lányukkal, Emmával, miután Joey és Rachel tisztázzák a lánykérési félreértést. Monica és Chandler akadályokba ütközik, amikor megpróbálkoznak a babával: Chandler tudtán kívül beleegyezik egy Tulsába történő munkahelyi áthelyezésbe, éppen akkor, amikor Monicának felajánlják a főszakács állását egy új étteremben, a Javuban, aminek következtében Chandler oda-vissza ingázik. Miután karácsonykor külön kell lennie Monicától, Chandler felmond, hogy új karriert kezdjen a reklámszakmában: fizetés nélküli gyakornokként kezd egy reklámügynökségnél, végül pedig junior szövegíróként veszik fel. Végül Monica és Chandler rájönnek, hogy fizikailag nem alkalmasak a fogantatásra, és miután több lehetőséget is mérlegeltek, az örökbefogadás mellett döntenek. Phoebe az évad nagy részében Mike Hannigan-nel (Paul Rudd) kezd randizni, amíg Mike ki nem mondja, hogy soha többé nem akar megházasodni. Phoebe az első évadból származó volt barátjával, Daviddel (Hank Azaria) randizik, aki meg akarja kérni a kezét, de Mike előbb megkéri a kezét. Phoebe mindkét lánykérést visszautasítja, de újra összejön Mike-kal, akinek csak a megerősítésre van szüksége, hogy van közös jövőjük. Rachel, mivel azt hiszi, hogy munkatársa, Gavin (Dermot Mulroney) megpróbálja ellopni a munkáját, amíg ő szülési szabadságon van, idő előtt visszatér a Ralph Laurenhez. A születésnapi partiján rájön, hogy Gavin érzéseket táplál iránta. Megcsókolják egymást, de nem folytatják a kapcsolatot a Ross-szal való múltja miatt. Eközben Ross, miután látta a csókot, azzal vág vissza, hogy más nőkkel randizik. Miután rájönnek, hogy túl furcsa az ő és Ross élethelyzete, Rachel és Emma Joey-hoz költözik. Rachel belezúg a férfiba, de elkeseredik, amikor a férfi Charlie-val (Aisha Tyler), az új paleontológiaprofesszorral kezd randizni, akihez Ross is vonzódik. A fináléban a csapat Barbadosra utazik, ahol Ross egy konferencián tart előadást. Joey és Charlie szakítanak, miután rájönnek, hogy semmi közös nincs bennük. Joey ezután tudomást szerez Rachel érzéseiről, de azt mondja, hogy Ross miatt nem folytathatják ezt. Azonban miután látja, hogy Ross és Charlie csókolóznak, Rachel hotelszobájába megy, és a finálé azzal ér véget, hogy megcsókolják egymást.

### Tizedik évad
A tizedik évad több régóta futó történetszálat is lezár. Joey és Rachel megpróbálnak megküzdeni Ross érzéseivel a kapcsolatukkal kapcsolatban, és miután katasztrofális kísérleteket tesznek a beteljesedésre, úgy döntenek, hogy a legjobb, ha barátok maradnak. Charlie szakít Ross-szal, hogy újra összejöjjön a volt barátjával. Az évad közepén Joey celebrálja Phoebe és Mike esküvőjét a Central Perk kávéház előtt, miután egy hóvihar megbénítja a várost, és megakadályozza, hogy ők és a vendégek eljussanak az esküvő helyszínére. Monicát és Chandlert egy terhes nő, Erica (Anna Faris) választja ki, hogy örökbe fogadják a gyermekét. Ezt követően Monica és Chandler egy külvárosi házba készülnek költözni, hogy felneveljék a családjukat, ami mindenkit elszomorít, különösen Joey-t, aki az életében bekövetkezett változásokkal küzd. A sorozat fináléjában Erica ikreknek ad életet, Monica és Chandler legnagyobb meglepetésére. Rachelt kirúgják a Ralph Laurentől, miután a főnöke meghallja, hogy a Guccinál interjúzik. Találkozik egykori Bloomingdale-es munkatársával, Markkal, aki új állást ajánl neki a párizsi Louis Vuittonnál. Ross, aki azt hiszi, hogy Rachel maradni akar, megpróbálja megvesztegetni Mr. Zelnert, hogy újra felvegye őt, amíg rá nem jön, hogy Rachel Párizsba akar menni. Amikor Rachel könnyes személyes búcsút vesz mindenkitől, kivéve Rosstól a búcsúztató partin, a sértett és dühös Ross szembesíti Rachelt, és végül lefekszenek egymással. Rachel elmegy, Ross pedig – ráébredve, hogy mennyire szereti Rachelt – követi a repülőtérre. Amikor odaér, Rachel azt mondja, hogy Párizsba kell mennie. Mielőtt a gép felszáll, Rachel felhívja Ross otthoni telefonját, és hangüzenetet hagy, amelyben bocsánatot kér a végkifejletért. Beszélgetés közben rájön, hogy ő is szereti a férfit, és az utolsó pillanatban leszáll a gépről. A sorozat azzal ér véget, hogy az összes barát, valamint Monica és Chandler új babái együtt hagyják el az üres lakást, és egy utolsó kávéra lemennek a Central Perkbe.

## Gyártás

### Kidolgozás
„A szexről, szerelemről, kapcsolatokról, karrierről szól, az életed egy olyan időszakáról, amikor minden lehetséges. És a barátságról, mert ha szingli vagy és a városban élsz, a barátaid a családod.” –  Crane, Kauffman és Bright, a sorozat bemutatásához használt szövege az NBC számára.
David Crane és Marta Kauffman három új televíziós pilotot kezdett el fejleszteni, amelyek 1994-ben mutatkoztak volna be, miután a CBS 1993-ban elkaszálta a Családi album című szitkomjukat. Kauffman és Crane úgy döntöttek, hogy a „hat huszonéves emberről, akik Manhattanben próbálnak boldogulni” szóló sorozatot az NBC-nek ajánlják, mivel úgy gondolták, hogy oda illene a legjobban. Crane és Kauffman bemutatták az ötletet produkciós partnerüknek, Kevin Brightnak, aki az HBO-s Dream On című sorozatuk executive producere volt. A sorozat ötlete akkor fogalmazódott meg, amikor Crane és Kauffman azon az időszakon kezdett el gondolkodni, amikor befejezték a főiskolát, és elkezdtek egyedül élni New Yorkban; Kauffman úgy vélte, hogy egy olyan időszakot látnak, amikor a jövő „inkább kérdőjeles”. Érdekesnek találták a koncepciót, mivel úgy vélték, hogy „mindenki ismeri ezt az érzést”, és mert ők is így éreztek akkoriban a saját életükkel kapcsolatban. 1993 decemberében a csapat az Insomnia Cafe címet adta a sorozatnak, és az ötletet egy hétoldalas leírás formájában az NBC elé terjesztették.
Ugyanakkor Warren Littlefield, az NBC Entertainment akkori elnöke olyan vígjátékot keresett, amelyben fiatalok együtt élnek és osztoznak a kiadásokon. Littlefield azt szerette volna, hogy a csoport életük emlékezetes időszakát ossza meg a barátokkal, akik „új, pótcsaládtagokká váltak”. Littlefield azonban nehezen tudta megvalósítani az elképzelést, és az NBC által kidolgozott forgatókönyveket borzalmasnak találta. Amikor Kauffman, Crane és Bright bemutatták az Insomnia Cafe-t, Littlefieldet lenyűgözte, hogy tudták, kik a karaktereik. Az NBC megvásárolta az ötletet put pilotként, ami azt jelentette, hogy pénzügyi büntetést kockáztattak, ha a pilotot nem forgatják le. Kauffman és Crane három nap alatt megírta a pilot forgatókönyvét a sorozatnak, amelynek a Friends Like Us (magyarul Barátok, mint mi) címet adták. Littlefield azt akarta, hogy a sorozat „az X generációt képviselje és egy újfajta törzsi kötődést tárjon fel”, de a többiek nem értettek egyet. Crane azzal érvelt, hogy ez nem egy generációnak szóló sorozat, és olyan sorozatot akart készíteni, amit mindenki szívesen néz. Az NBC-nek tetszett a forgatókönyv, és megrendelte a sorozatot. A címet Six of One-ra változtatták, főleg azért, mert úgy érezték, hogy a Friends Like Us túlságosan hasonlít az ABC These Friends of Mine című szitkomjára.

### Casting

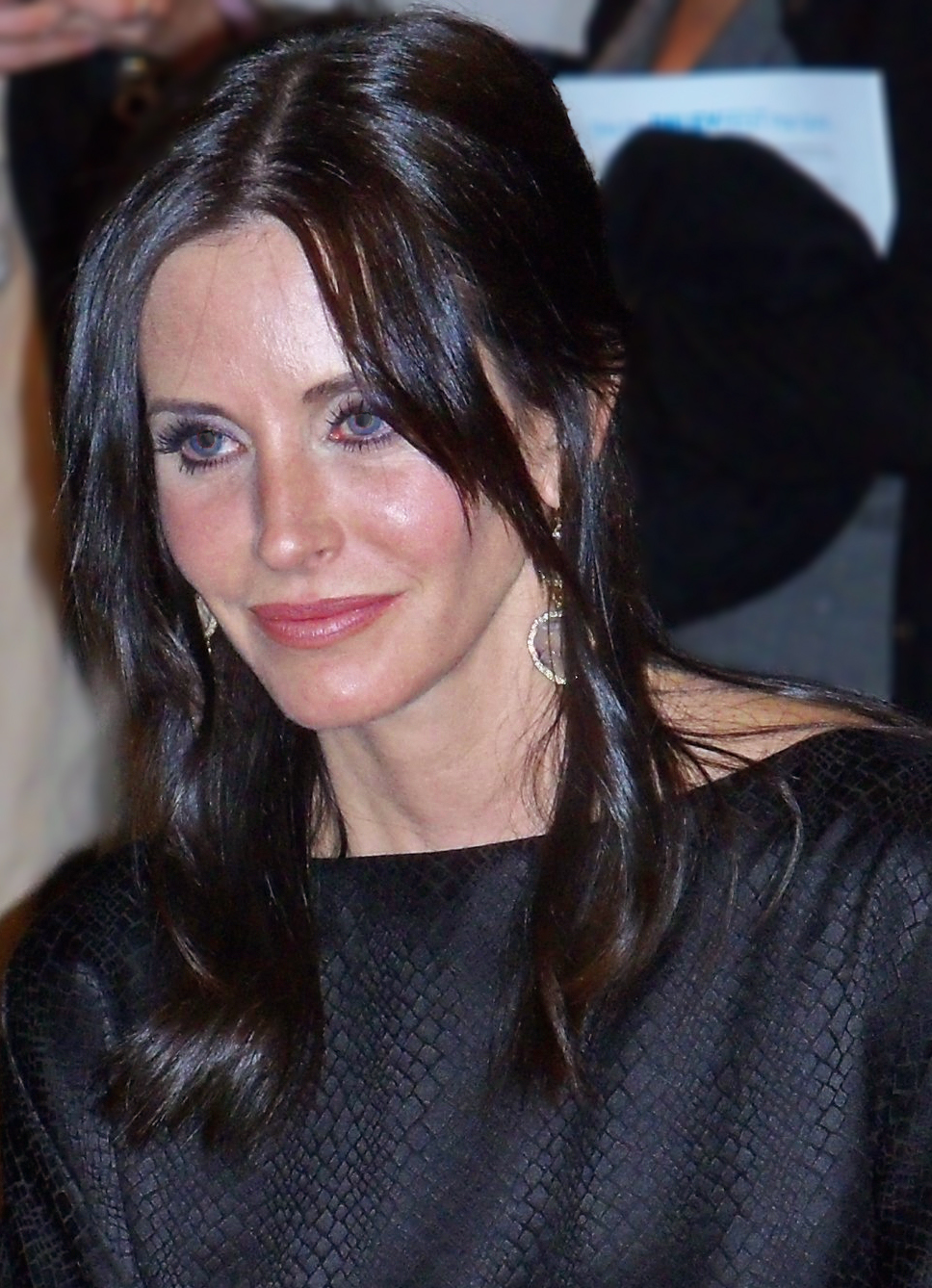
A producerek azt akarták, hogy Courteney Cox (a képen) alakítsa Rachelt, Jennifer Aniston pedig Monicát; Cox és Aniston azonban nem értett egyet, így Cox kapta Monica és Aniston Rachel szerepét.

Miután nyilvánvalóvá vált, hogy a sorozat az NBC-nél kedvelt projekt, Littlefield arról számolt be, hogy a város összes ügynöke felhívta, és azt akarták, hogy ügyfeleik szerepeljenek a sorozatban. A főszerepek meghallgatására New Yorkban és Los Angelesben került sor. A casting vezető az 1000 színészt, aki minden szerepre jelentkezett, 75-re szűkítette le. Azok, akik visszahívást kaptak, Crane, Kauffman és Bright előtt olvastak fel. Március végére a potenciális színészek száma minden szerepre három-négyre csökkent, és ezeket a színészeket felkérték, hogy olvassanak Les Moonves, a Warner Bros. Television akkori elnöke előtt.
Mivel a sorozat készítői korábban már dolgoztak David Schwimmerrel, a sorozat készítői Ross karakterének megírása során őt tartották szem előtt, és ő volt az első színész, akit kiválasztottak. Cox szerette volna eljátszani Monica szerepét, mert tetszett neki az „erős” karakter, de a producerek Rachel szerepére gondoltak, mert „derűs, vidám energiája” miatt nem így képzelték el Monicát; Cox meghallgatása után azonban Kauffman egyetértett Cox-szal, és ő kapta meg a szerepet. Amikor Matt LeBlanc meghallgatáson volt Joey szerepére, ő „máshogy” állította be a karaktert. A tervezettnél egyszerűbben játszotta Joey-t, és szívet adott a figurának. Bár Crane és Kauffman akkoriban nem akarták LeBlanc-ot a szerepre, a csatorna azt mondta nekik, hogy adjanak neki szerepet. Jennifer Aniston, Matthew Perry és Lisa Kudrow meghallgatásai alapján kapták meg a szerepet.
A casting során további változások történtek a sorozat történetének szálaiban. Az írók azt tapasztalták, hogy az általuk megírt karaktereket a színészekhez kellett igazítaniuk, és a karakterek felfedezési folyamata az első évad során végig zajlott. Kauffman elismerte, hogy Joey karaktere „teljesen új lény” lett, és hogy „csak az első hálaadási epizód forgatásakor jöttünk rá, hogy mennyire szórakoztatóak Monica neurózisai”.

### Írás
A Jóbarátok NBC általi felvételét követő hetekben Crane, Kauffman és Bright átnézték a beküldött forgatókönyveket, amelyeket az írók eredetileg más sorozatokhoz, főként a Seinfeld le nem gyártott epizódjaihoz készítettek. Kauffman és Crane hét fiatal íróból álló csapatot vett fel, mert „40 évesen már nem tudod tovább csinálni. A csatornák és a stúdiók fiatalokat keresnek, akik most jönnek a főiskoláról.” Az alkotók úgy érezték, hogy hat egyenlő karakter használata, ahelyett, hogy egy vagy kettőt emelnének ki, lehetővé tenne „számtalan történetszálat és lábakat adna a sorozatnak”. A történetszálak ötleteinek többsége az íróktól származott, bár a színészek is adtak hozzá ötleteket. Bár az írók eredetileg úgy tervezték, hogy a nagy szerelmi történet Joey és Monica között játszódik, a Ross és Rachel közötti romantikus kapcsolat ötlete abban az időszakban merült fel, amikor Kauffman és Crane a pilot forgatókönyvét írta.
A pilot forgatása során az NBC azt kérte, hogy a forgatókönyvet úgy módosítsák, hogy egy domináns és több kisebb cselekményszálat tartalmazzon, de az írók ezt elutasították, mivel három azonos súlyú cselekményszálat akartak megtartani. Az NBC azt is szerette volna, ha az írók egy idősebb karaktert is beiktatnak a sorozatba, hogy kiegyensúlyozzák a fiatalokat. Crane és Kauffman kénytelenek voltak engedni, és megírták egy korai epizód vázlatát, amelyben szerepelt „Pat, a zsaru”, akit arra használtak, hogy tanácsokkal lássa el a többi szereplőt. Crane szörnyűnek találta a történetet, Kauffman pedig így viccelődött: „Ismered a gyerek [sic] könyvet, Pat a nyuszit? Nekünk Pat a zsaru volt.” Az NBC végül engedett, és ejtette az ötletet.
Minden nyáron a producerek felvázolták a következő évad történetszálait. Mielőtt egy epizódot gyártásba vettek volna, Kauffman és Crane átdolgozta a másik író által írt forgatókönyvet, főleg, ha valamit akár a sorozatot, akár egy karaktert illetően idegennek éreztek. A legnehezebben megírható epizódok mindig „minden évad első és utolsó epizódja volt.” A többi történetszállal ellentétben a Joey és Rachel közötti kapcsolat ötlete a nyolcadik évad felénél született meg. A készítők nem akarták, hogy Ross és Rachel ilyen hamar újra összejöjjenek, és miközben romantikus akadályt kerestek, az egyik író javasolta Joey romantikus érdeklődését Rachel iránt. A történetszálat beépítették az évadba, azonban amikor a színészek attól tartottak, hogy a történetszál ellenszenvessé teszi a karaktereiket, a történetszálat elkaszálták, mígnem az évadfináléban ismét felbukkant. A kilencedik évadnál az írók bizonytalanok voltak, hogy mennyi történetet adjanak Rachel babájának, mivel nem akarták, hogy a sorozat ne egy baba körül forogjon, és ne is tegyen úgy, mintha nem lenne. Crane elmondta, hogy eltartott egy darabig, mire elfogadták a tizedik évad ötletét. Azért döntöttek úgy, hogy megcsinálják, mert elég történetük maradt, ami indokolta volna az évadot. Kauffman és Crane akkor sem írt volna alá egy tizenegyedik évadra, ha a szereplők mindegyike folytatni akarta volna.
Az epizódcím formátum — "The One ..."— akkor jött létre, amikor a producerek rájöttek, hogy az epizódok címei nem szerepelnek majd a főcímekben, és ezért a nézők többsége számára ismeretlenek lesznek. Az epizódcímek hivatalosan "The One ..." kezdetűek, kivéve a pilot epizód és a sorozat fináléjának „The Last One” címe. Az 5. évad „The One Hundredth” című epizódjának alternatív címe „The One With The Triplet” (magyarul A századik rész).

### Forgatás

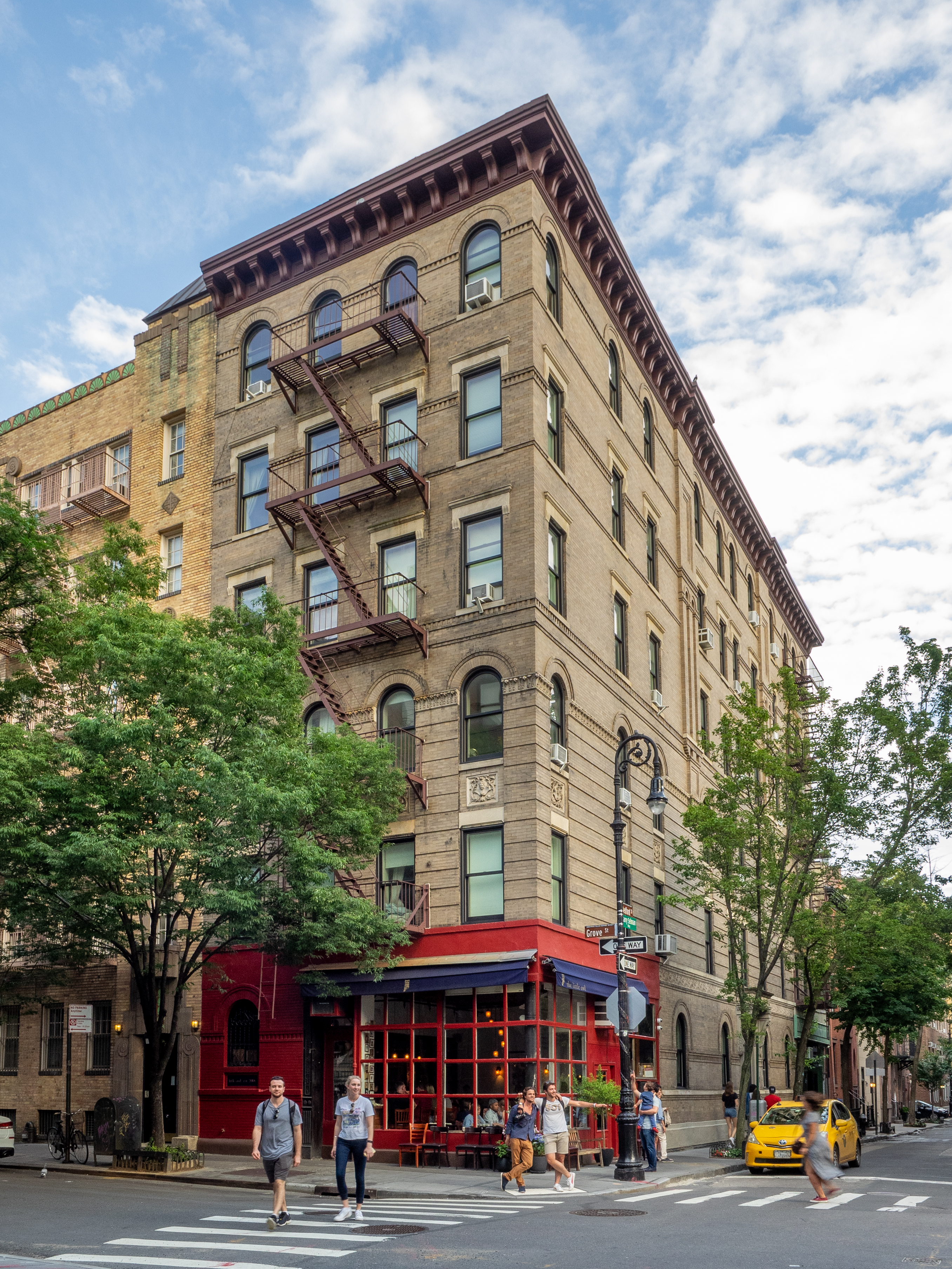
A Greenwich Village-i 90 Bedford Street cím alatt található épület, amelyet a barátok lakóházaként használtak a felvételek készítésekor.

Az első évadot a Warner Bros. stúdió 5-ös színpadán forgatták a kaliforniai Burbankban. Az NBC vezetői aggódtak, hogy a kávéházi helyszín túl menő, és azt kérték, hogy a sorozat egy étkezdében játszódjon, de végül beleegyeztek a kávéházi koncepcióba. A nyitó címsorozatot egy szökőkútban forgatták a Warner Bros. Ranch-en hajnali 4:00-kor, miközben egy burbanki reggelhez képest különösen hideg volt. A második évad elején a forgatás a nagyobb 24-es színpadra költözött, amelyet a sorozat fináléja után átneveztek „The Friends” színpadra. A sorozat forgatása 1994 nyarán kezdődött élő közönség előtt, akiknek a sorozat összefoglalóját adták, hogy megismerkedjenek a hat főszereplővel; a felvételek között egy felbérelt komikus szórakoztatta a stúdió közönségét. A 22 perces epizódok forgatása hat órát vett igénybe – kétszer annyi időt, mint a legtöbb szitkom felvétele -, főleg a forgatókönyv többszöri átdolgozása és újraírása miatt.
Bár a producerek mindig is szerették volna megtalálni a megfelelő történeteket, hogy kihasználják a helyszíni forgatás előnyeit, a Jóbarátokat sosem forgatták New Yorkban. Bright úgy érezte, hogy a stúdión kívüli forgatás kevésbé tette viccesebbé az epizódokat, még akkor is, ha kinti terepen forgattak, és hogy az élő közönség szerves része volt a sorozatnak. Amikor a sorozatot kritizálták, hogy helytelenül ábrázolja New Yorkot, mivel az anyagilag nehéz helyzetben lévő baráti társaság hatalmas lakásokat engedhet meg magának, Bright megjegyezte, hogy a díszletnek elég nagynak kellett lennie a kameráknak, a világításnak, és „hogy a közönség láthassa, mi történik”; a lakásoknak helyet kellett biztosítaniuk a színészeknek is, hogy végre tudják hajtani a vicces forgatókönyveket. A negyedik évad fináléját Londonban forgatták, mivel a producerek tisztában voltak a sorozat népszerűségével az Egyesült Királyságban, a jeleneteket egy stúdióban vették fel, ahol három, egyenként 500 fős közönség volt. Ezek voltak a sorozat legnagyobb közönségei a sorozat teljes futása alatt. Az ötödik évad Las Vegasban játszódó fináléját a Warner Bros. stúdióban forgatták, bár Bright találkozott olyan emberekkel, akik azt hitték, hogy a helyszínen vették fel.

## Sorozat finálé

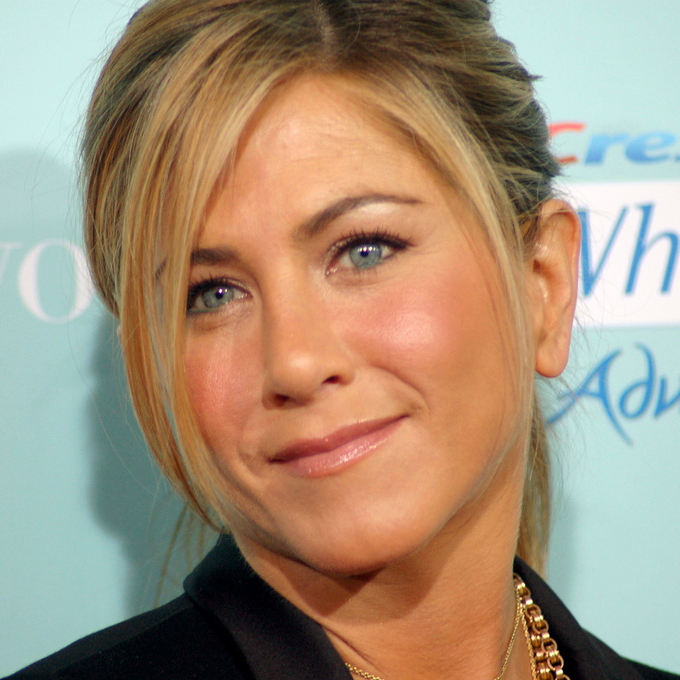
A szereplők nagyon elérzékenyültek az utolsó epizód forgatása közben. Jennifer Aniston így nyilatkozott: „Olyanok vagyunk, mint egy nagyon érzékeny porcelán, és egy téglafal felé száguldunk...”

A sorozat készítői 2004 januárjában, négy hónappal az eredeti adás előtt fejezték be az egyórás finálé első vázlatát. Crane, Kauffman és Bright más sitcomok fináléit nézték meg, hogy elkészítsék az epizód vázlatát, figyelve arra, hogy mi működött és mi nem. Azok tetszettek nekik, amelyek hűek maradtak a sorozathoz, és a The Mary Tyler Moore Show fináléját említették aranyszabálynak. Crane, Kauffman és Bright nehezen írta meg a finálét. Nem akartak „valami magas koncepciójú dolgot csinálni, vagy kivenni a show-t a show-ból.” A finálé legkritikusabb részeit közönség nélkül és minimális számú stábtaggal forgatták. A főszereplők élvezték a finálét, és biztosak voltak benne, hogy a rajongók is hasonlóan reagálnak majd:
„Ez pontosan az, amit reméltem. A végén mindannyian egy új kezdet érzésével végzünk, és a közönség is érzi, hogy ez egy új fejezet a szereplők életében.” – David Schwimmer a sorozat záróepizódjáról.
Az NBC erősen reklámozta a sorozat fináléját, amelyet hetekig tartó médiafelhajtás előzött meg. A helyi NBC leányvállalatok partikat szerveztek az Egyesült Államokban, többek között a Universal CityWalkban egy olyan eseményt, ahol a finálét egy kültéri Astrovision képernyőn közvetítették. A fináléról két epizódot is készített az NBC a Dateline című műsorában, az egyik két órás volt. Az epizód sugárzása előtt egyórás visszatekintést mutattak be a korábbi epizódok részleteiből. A finálét követően a The Tonight Show with Jay Leno című műsort a Jóbarátok Central Perk kávéházának díszletében forgatták, ahol a sorozat szereplői vendégeskedtek. A finálé reklámdíjai átlagosan 2 millió dollárt tettek ki 30 másodperc reklámidőre, ezzel megdöntve a Seinfeld finálé 1,7 millió dolláros rekordját.
Az Egyesült Államokban 52,5 millió néző látta a 2004. május 6-i finálét, ami a legnézettebb szórakoztató televíziós adás volt a Seinfeld 1998-as fináléja óta. A finálé volt a negyedik legnézettebb sorozatfinálé a televíziózás történetében, csak a M*A*S*H, a Cheers és a Seinfeld fináléja mögött, amelyeket 105, 80,4 és 76,2 millió néző látott. A visszatekintő epizódot kevesebb mint 36 millió néző látta, és a finálé volt az év második legnézettebb televíziós közvetítése az Egyesült Államokban, csak a Super Bowl után. A Jóbarátok és a Frasier fináléja után a médiakritikusok a szitkom műfaj sorsáról találgattak. A kifejezett vélemények a szitkom műfaj végének jelzése, a műfaj nagy múltú, kis mértékű hanyatlása, és a forgatókönyv szerinti televíziózás általános visszaszorulása a valóságshow-k javára között váltakoztak.

## Újraegyesülési különkiadás
2019. november 12-én a The Hollywood Reporter bejelentette, hogy a Warner Bros TV egy Jóbarátok visszatérést fejleszt az HBO Max számára, amelyben a teljes stáb és az alkotók visszatérnének. 2020. február 21-én az HBO megerősítette, hogy a sorozat 236 eredeti epizódjával együtt még ugyanezen év májusában megjelenik a forgatókönyv nélküli újraegyesülési különkiadás, amelynek előzetes neve „The One Where They Got Back Together”. 2020. március 18-án bejelentették, hogy a különkiadást, amelyet március 23-án és 24-én forgattak volna a Friends színpadon, a Covid19-járvány miatt határozatlan időre elhalasztották. Matthew Perry 2020 novemberében tweetelte, hogy a különkiadás forgatása 2021 márciusában kezdődik. 2021. május 13-án megjelent egy betekintő előzetes, amely hivatalosan is bejelentette a Jóbarátok: Újra együtt című különkiadást, más néven „The One Where They Get Back Together”. A reunion különkiadás 2021. május 27-én jelent meg az HBO Maxon.

## Fogadtatás

### Nézettség
Az alábbi táblázat a Jóbarátok nézettségét mutatja az Egyesült Államokban, ahol a sorozat az utolsó televíziós évad nézettségi listáján folyamatosan az első tízben szerepelt.
| Évad | Idősáv                                         | Évadnyitó            | Évadzáró        | TV évad   | Helyezés | Néző (millióban) | Legnézettebb epizód                                                            | Legnézettebb epizód |
| Évad | Idősáv                                         | Évadnyitó            | Évadzáró        | TV évad   | Helyezés | Néző (millióban) | Cím                                                                            | Néző (millióban)    |
| ---- | ---------------------------------------------- | -------------------- | --------------- | --------- | -------- | ---------------- | ------------------------------------------------------------------------------ | ------------------- |
| 1    | Csütörtök 20:30 (1–16) Csütörtök 21:30 (17–24) | 1994. szeptember 22. | 1995. május 18. | 1994–95   | 8        | 24.3             | The One Where Rachel Finds Out / A szerelem elágazó ösvényei                   | 31.3                |
| 2    | Csütörtök 20:00                                | 1995. szeptember 21. | 1996. május 16. | 1995–96   | 3        | 30               | The One After the Superbowl / A szuperkupa után                                | 52.9                |
| 3    | Csütörtök 20:00                                | 1996. szeptember 19. | 1997. május 15. | 1996–97   | 4        | 24.9             | The One Where Chandler Can't Remember Which Sister / Chandlernek fogalma sincs | 29.8[forrás?]       |
| 4    | Csütörtök 20:00                                | 1997. szeptember 25. | 1998. május 7.  | 1997–98   | 4        | 24.0             | The One with Ross's Wedding / Ross esküvője                                    | 31.6                |
| 5    | Csütörtök 20:00                                | 1998. szeptember 24. | 1999. május 20. | 1998–99   | 2        | 23.5             | The One After Ross Says Rachel / Miután Ross azt mondta, hogy Rachel           | 30.9                |
| 6    | Csütörtök 20:00                                | 1999. szeptember 23. | 2000. május 18. | 1999–2000 | 5        | 20.7             | The One with the Proposal / A lánykérés                                        | 30.7                |
| 7    | Csütörtök 20:00                                | 2000. október 12.    | 2001. május 17. | 2000–01   | 5        | 20.2             | The One with Monica and Chandler's Wedding / Monica és Chandler esküvője       | 30.1                |
| 8    | Csütörtök 20:00                                | 2001. szeptember 27. | 2002. május 16. | 2001–02   | 1        | 24.5             | The One Where Rachel Has a Baby / Rachel gyereket szül                         | 34.9                |
| 9    | Csütörtök 20:00                                | 2002. szeptember 26. | 2003. május 15. | 2002–03   | 2        | 21.8             | The One Where No One Proposes / Az el-nem-jegyzés                              | 34.0                |
| 10   | Csütörtök 20:00                                | 2003. szeptember 25. | 2004. május 6.  | 2003–04   | 4        | 22.8             | The Last One / Az utolsó                                                       | 52.5                |

## Egyéb visszatérő szereplők/momentumok
- Csúnya pucér pasi: Monicáék lakásával szemben lakik, s bár csupán kétszer látható a teljes sorozatban, állandóan felbukkan a Jóbarátok szereplőinek egy-egy mondatában. Az egyik visszaemlékezésből megtudhatjuk, hogy régebben nem volt kövér. („Jaj ne! Olyan kár, hogy a csini pucér pasi elkezdett hízni!” – mondta Phoebe, amikor még Monicánál lakott). Az 5. évadban elköltözik, és Ross kiveszi a lakását.
- Érdekesség: az egyik részben a barátok halottnak hiszik, ezért egy hatalmas "bökő szerszám" segítségével próbálják megállapítani, él-e vagy halott.
- Mr. Heckles: Monicáék alatti lakásban lakik (a 2. évad 3. epizódjáig), aki mindig panaszkodik, hogy zajosak a fiatalok: olyan indokokat hoz, amik nincsenek, de lehetnének. Állandóan kopog a partvisnyéllel, mígnem egyszer meghal közben.
- „Szakításban voltunk!!!”: A Ross és Rachel közti viszonyra jellemző, hogy amikor egy év együttlét után „szünetet tartanak”, Ross az éjszakát a xerox-os csajjal tölti. Mikor később ez kiderül, Ross egyetlen érve, hogy szakításban voltak. Később sokszor előjön ez az érv akár pro, akár kontra, sőt, még másoktól is, amikor Rachel Londonba repül, a repülőgépen az utastársa (Hugh Laurie) is ezen az állásponton van.
- Élethelyzetek: visszatérő poén, tipikus élethelyzet más szemszögből, vagy más szereposztással:
  - Phoebe férje, akivel a zöldkártya miatt házasodott meg, és akiről azt hitte, hogy meleg, de kiderül, hogy hetero, és egy lányt akart elvenni. Mialatt magyarázkodik, a klasszikus „megmondom a páromnak, hogy meleg vagyok” szöveget süti el, vagy: „Igazából mindig is sejtettem, hogy hetero vagyok…”, „És mit fognak szólni a szüleid?”, „A bátyám is ilyen, szóval…”
  - Amikor Joey-t az áruház parfümosztályán lealázza az új reklámarc az Hombre márkájú parfümmel, Chandler a lakásukban egy western-kocsma csaposa stílusában ad tanácsokat, miközben törölgeti a poharakat.
  - Amikor Monica egyszer Ross barátnőjével, Julie-val megy vásárolni (pedig kizárólag Rachel-lel szokott), Rachelnek pont úgy magyarázkodik, ahogy megcsalás után szoktak: „Nem jelent semmit, hidd el”, „Egyik dolog vezetett a másikhoz, és egyszer csak azon kaptuk magunkat, hogy… vásárolunk, de egész idő alatt rád gondoltam.”
  - A csibe és a kacsa kapcsán többször előfordul a sorozatban, hogy Chandler és Joy szülőkéhez hasonló vitába bonyolódnak arról, hogy ki mennyit vállalt a „gyerekekért”, és Chandler meg is jegyzi, mennyivel többet veszekszenek, mióta madaraik vannak. A 10. évadban Joey vesz Chandleréknek költözési ajándékot (Csibefit és Kacsafit), de végül megtartja őket.

## Hibák a sorozatban
- „Az izomagyú pasik” c. részben, amikor Chandler és Ross először találkoznak, a Chandler vállán lévő táska pántjának pozíciója vágásonként változik.
- Abban a részben, amikor Joey, Chandler és Ross járőrözni mennek Gary-vel (Phoebe barátjával), hallhatjuk, hogy Ross rámondja a rögzítőjére: HÉ' Ross, te vagy az... Ezzel szemben, amikor a lakásában lehallgatja, azt mondja: SZIA Ross, te vagy az... – 5. évad 20. rész: az eredetiben mindkét alkalommal „Hey Ross” hangzik el.
- Az első évadban Monicáék bejárati ajtaján az 5-ös szám szerepel, míg a későbbiekben a 20-as.
- A 3. évad egyik részében Janice megkérdezi a többieket, hogy volt-e olyan, hogy majdnem lefeküdtek egymással. A visszaemlékezés 3 évvel korábbi eseményekre utal, ami azt jelenti, hogy 1993 környékén lehetett, amikor Joey belépett az életükbe. 2 évaddal később visszaemlékeznek egy 1992-es hálaadásra, amikor Joey feje beszorult egy pulykába, pedig akkor még nem is ismerték.
- Az első évadban Phoebe összejön egy tudóssal, Daviddel, aki Minszkbe költözik kollégájával egy ösztöndíj miatt. A kollégája azt mondja, hogy Minszk Oroszországban van, amire Phoebe rá is bólint, hogy tudja hol van Minszk, de valójában Minszk Fehéroroszország (Belarusz) fővárosa.
- A világ legrosszabb esküvői tanúja című részben mikor Chandler azt mondja: "Jujj de kínos, jujj de kínos", akkor a háttérben Joey feláll ám a következő pillanatban már ül.
- Amikor Joey otthon nézi a TV-t, belép Chandler mérgesen. Erre Joey látszólag kikapcsolja a TV-t, de mikor más szemszögből veszik, akkor látszik, hogy a TV még mindig megy. (lehet, csak lenémítja a televíziót, nem kikapcsolja.)
- A negyedik évad 21. részében, mikor megkapják az esküvői meghívókat, Phoebe kezében egy olyan boríték van, amire egy hosszabb szöveg van ráírva (még meg is jegyzi, hogy „Az enyémet Ben címezte”), de a következő vágásnál már csak egy rövid szöveg van a boríték közepén.
- Ross az első évadban megemlíti, hogy Carol volt az első nő az életében, később meg kiderül, hogy lefeküdt a könyvtárossal gimis korában. Bár ez is csak a fordítás pontatlansága miatt van, ugyanis a „make out” kifejezést használják, ami nagyjából a „keverni”, „smárolni” stb. szlengnek felel meg.
- Ross rákot rendel, mikor Monica előléptetését ünnepelik a második évadban. Később viszont többször említik, hogy allergiás rá.
- 3. évad 6. rész: A Régen volt c. részben, amikor a kávézó még kocsma volt, Chandler és Monica találkozik Rachellel, aki a barátnőivel iszogat. Amikor felismerik egymást, akkor Rachel csak Monicát üdvözli, pedig Chandler Ross legjobb barátja az egyetem óta (a kollégiumban  szobatársak voltak), így őt is ismernie kellene. Ismeri is, mert a 10. évadban a „Chandler lebukik” részben az is kiderült, hogy Chandler csókolózott Rachellel, mikor még Rachel gimis, ő pedig egyetemista volt.
- Phoebe olaszul beszél az egyik részben Joey nagymamájával, azonban az első évadban nem érti meg a masszázsszalonban, amit Paolo mond neki olaszul.
- A legrosszabb hálaadás című részből tudhatjuk meg, hogy Rachel találkozott már Chandlerrel korábban, azonban Monica esküvői tanújaként Rachel azt mondja, hogy Chandlert kb. 25 éves kora óta ismeri.
- A 2. évadban, mikor Ross Rachelről ír egy listát, melyben a rossz tulajdonságait vonultatja fel, akar venni Rachelnek egy vigasztaló/megbocsátó ajándékot, de ő nem fogadja el, és Ross Mike-nak ajánlja fel azt, akit a sorozatban Gunther néven hívnak. A Gunthert alakító színész neve: James Michael Taylor. (az angol szinkronban „Gunther” hangzik el).
- Phoebe esküvőjén Monica a rendezvényszervező, katonás módon tereli az eseményeket. Az esküvő előestjén este 9-kor megszólal Monica, hogy 2100 óra van (katonai idő szerint) és el kell kezdeni a beszédeket. Mike ki szeretne menni a toalettre, de Monica rászól, hogy a pisilés ideje 21 óra 30-kor volt. Ám ekkor még mindig csak 21 óra 1 perc van... (ez fordítási hiba, mert az eredeti, angol nyelvű verzióban Monica 2030 órát mond, azaz 20 óra 30 percet)
- Chandler meglepődik, mikor a családi videón hallja Ross-t szintetizátorozni, pedig később kiderül, hogy közös zenekaruk volt a főiskolán.
- Amikor Rachel terhes, elkéri Phoebe-től a ruhákat, amiket a terhessége alatt hordott (8. évad 9. rész). De amikor Phoebe volt terhes, ő Monica régi ruháit használta, mert Monica olyan kövér volt.
- A vak-randi c. epizódban Rachel randizik azzal a fickóval, akivel korábban már találkozott, de mégsem tesz utalást arra, hogy már ismeri. Steve korábban saját éttermet akart nyitni, és főszakácsot keresett, ezért vacsorára ment Monicához (ahol természetesen Rachel is ott volt), de útközben beszívott, így Monica nem vállalta el, hogy nála dolgozzon.
- A 7/15. részben Joey új agya a rész elején Joey megemlíti, hogy Jessica Lockhart (Susan Sarandon) a sorozatban (Életünk napjai) a kezdetek óta szerepel, illetve későbbi találkozásuk alkalmával maga Jessica is azt mondja: 20 éve játszik a sorozatban. Hogyhogy nem ismerik egymást Joey-val, mikor ő több hónapig volt főszereplője annak?
- Phoebe megkéri Joey-t a 10. évadban, hogy az esküvőjén ő vezesse oltárhoz, mert a mostohaapja börtönben van – ez érdekes, mert amikor Phoebe nagymamája meghalt, akkor találkozott Frank Buffay-vel, az igazi apjával..., az öccsét (Frank Buffay Jr.-t, akinek hármas ikreket szült) se hívta meg, és az igazi anyját se hívta meg (akit többször is mutattak a filmben, mint Phoebe Abbot), és persze kellemetlenkedő ikertestvérét, Ursulát sem.
- Furcsa, hogy Joey nem ismeri az egyik részben a kézzel mutatott idézőjel jelentőségét, miközben egy másik részben a „demarkációs vonal” fogalmával dobálózik, amikor nem akart sült krumplit adni annak a csajnak, akit randizni vitt.
- A folt c. epizódban Monica meggyanúsítja a takarítónőjüket, hogy ellopta a nadrágját. Azt mondja Chandlernek, hogy hetek óta keresi ezt a nadrágot, majd kb. két perccel később azt mondja, hogy egy hete ez a nadrág volt rajta, az ölébe ejtett egy tollat, és foltos lett a nadrág.
- Amikor a 9. évad 1. részében Rachel dicsekszik Monicának, hogy Joey eljegyezte, Monica megnézi a gyűrűt, de nem tűnik fel neki, hogy az az ő „családi örökségük”.
- 3. évad 18. részében Pete Becker elviszi Monicát vacsorázni Rómába. Az egész nagyon spontán, azonban New Yorkból Rómába legalább 8 órás a repülőút, ráadásul több időzónán haladnak át.
- A születésnapok, ünnepek napjai, időpontra való utalások sem mindig helyesek. Sokszor előfordul, hogy azt említik valamire, hogy "pár napja", "pár hete", "több mint egy hónapja" történt, de a cselekményből kiderül, hogy az időpont helytelen.
- Visszatérő hiba a belógó mikrofon, a látszódó díszlet, vagy a reflektorok.
- 10. évad utolsó részében, amikor Erica szül, Chandler és Monica tartják a kezükben a babákat, Chandler bal csuklóján látjuk a babák karszalagját. Aztán mikor ugyanezt a jelenetet más szögből látjuk, nincs rajta, majd mikor elindulnak ki a szobából a babákkal, megint rajta van.
- 10. évad utolsó részében, megszületnek Chandler és Monica ikrei. Ők a kezükben fogják őket, és a szülés után pár órával haza is viszik őket. Ráadásul ugyanabban a pólyában, amibe a szülés után betették őket, úgy lépnek be a lépcsőházból a lakásba, semmi öltözék, semmi babahordozó.
- Amikor Ross a xerox-os csajjal iszogat (3. évad, ekkor vesztek össze Rachellel) a csaj lerakja a söröket a pultra mögöttük és egy háromszögben helyezkednek el, de mikor a következő képen látjuk a pultot, akkor már nincsenek ott.
- "A dilemma" című epizódban, amikor Chandler benyit a fürdőbe, ahol Joey van, a WC a nappalihoz viszonyítva a bal oldalán van a fürdőszobának. "A csókolózás" című epizódban, amikor Chandler és Monica a kádban ül, a WC (a nappalihoz viszonyítva) a másik oldalon található.
- Az 5. évad 8. részében, amikor Chandler levágott lábujja miatt beviszik a kórházba a fogadó orvos kezéről jelenetenként eltűnik a gumikesztyű.
- 3. évad 5. rész: Amikor Phoebe és a testvére TV-t néznek, a ifj. Frank Buffay azt mondja „Hú, mekkora polip”, de a TV-ben egy cápát mutatnak. (A hosszabbított verzióban itt tényleg egy polip van a képernyőn.)
- 3. évad 6. rész: Amikor Janice arról érdeklődik, hogy a 6 jóbarátból voltak-e már, akik lefeküdtek egymással, Ross azt mondja: „Sajnálom, de a válasz az lesz, hogy senki”, miközben Ő már egy jó ideje jár Rachellel. (A hosszabbított verzióban erre Rachel válasza: Yeah, and you know what, if that doesn’t change soon, I’m gona dump you for someone who puts out…” vagyis: „Igen, és tudod mit, ha ez hamarosan nem változik meg, dobni foglak valakiért, aki hajlandó…”

### Fordítási hibák
- 2. évad 14. rész: Abban a részben, amikor Joey vesz egy karkötőt Chandlernek és Joey megharagszik rá, mert kiderül, hogy Chandler titokban utálja azt, Chandler megkérdezi Joey-t, hogy akar-e kosarazni és felé dobja a labdát, amivel ledob egy lámpát. Ekkor a magyar szinkronban azt mondja, hogy "oké, az az én ágyam", aminek semmi értelme. Az eredetiben „ok, that's my bad” („ok, ez az én hibám”) hangzik el.
- 1. évad 15. rész: Amikor Ross összejön egy nővel, aki arra kéri, hogy beszéljen hozzá csúnyán, Ross azt mondja, hogy „volvo”, miközben eredetileg vulva hangzik el, ami nem ugyanaz, és jobban is beleillik a kontextusba.
- 5. évad 8. epizódjában Joey meséli, hogy hálás az őszi időért, mert egy szellő felfújta egy lány szoknyáját. Ekkor hozzáteszi, hogy ez eszébe juttatja, hogy hálás a nyelvéért. Az eredetiben itt a „thong” szó hangzik el, ami tangát jelent, és nem a „tongue”, ami valóban „nyelv”-et.
- Rengetegszer elhangzik a szereplőktől, hogy „patetikus”-nak érzik magukat (a.m. költői, emelkedett hangulat). Az angol verzióban ez így hangzik: I'm so pathetic. Ez valójában szánalmast jelent.
- Az utolsó előtti részben Joey azt mondja, hogy a piciknek készíti az üdvözlő plakátot, habár akkor még nem tudhatták, hogy ikrekkel jönnek haza Monicáék a kórházból.
- A 8. évad 12. epizódjának végén Ross az előadásában többször is Hidrosaurust említ, holott ilyen nem létezik és az angol eredetiben (helyesen) Hadrosaurus szerepel. Ezt akár Ross is mondhatta volna.
- A 3. évad 5. részében Phoebe féltestvére, Frank megkéri Phoebe-t, hogy menjenek le a Times Square-re „ninja sztárokat felszedni”. Az eredeti mondtad úgy szól, hogy: „We could go down to Times Square and pick up some ninja stars.” aminek a helyes fordítása: „Lemehetnénk a Times Square-re venni pár dobócsillagot.”
- A 9. évad 17. epizódjában Ross felháborodik azon, hogy a volt évfolyamtársak nem reagálnak „halálhírére”, míg Chandlernek gratulálnak, amiért „kijött a budiról”. Az eredeti szöveg „come out of the closet” azaz magyarul „előbújás”, ami arra utal, amikor valaki elmondja egy másik embernek, vagy nyilvánosan felvállalja, hogy homoszexuális, leszbikus vagy transznemű.
- 7. évad 19. rész: Amikor Joey egy meghallgatáson azt hazudja, hogy nincs körülmetélve, és Monica megpróbál „fitymát növeszteni” neki, az angol változatban azt mondja Joey-nak: „Joey! This is not like learning to ride a horse! This is like learning to… grow a turtleneck!” (ami magyarul annyit tesz: ...mintha garbót növesztenél), de ezt a fordítók „olyan, mintha teknőcnyakat növesztenél”-ként fordították.
- 9. évad 18. rész: Amikor Chandler megkapja a reklámügynökségnél az állást, nagyon boldogan közli, hogy ő mostantól „kisegítő fénymásoló” lesz, és nagyon büszke rá... Valójában „junior copywriter” pozícióra veszik fel, ami a reklámügynökségeknél egy nagyon elismert pozíció, ők írják a reklámszövegeket, találják ki a reklámokat.
- 1. évad 7. rész: Amikor Monica arról mesél, hogy mi a legfurább hely ahol szexelt, azt mondja, első éves főiskolás volt, de eredetiben „senior year of collage” vagyis végzős főiskolás korában volt.
- 1. évad 9. rész: Joey modellként szerepel egy „egészség” plakáton, és reméli hogy a csontritkulást kapja, de az eredetiben „Lyme kór” szerepel; Ross nyúlhalat kér az ünnepi törtkrumplihoz, miközben az eredetiben csak darabosan szeretné a krumplit; Phoebe mogyorótortával hecceli Chandler-t, pedig az eredetiben „tökös pite” van.
- 1. évad 14. rész: Janice ikonikus „Ó, te jó ég!” („Oh my God!”) felkiáltását itt „Ez nem lehet igaz!”- nak fordították magyarra.
- Ez a felsorolás nem tartalmazza a kulturális különbségekből fakadó szándékos félrefordításokat, amiből majdnem minden részben több is van.
- 1. évad 15. rész: Steve, aki új éttermet akar nyitni azt mondja: „Smack my ass and call me Judy” („Csapj a seggemre és hívj Judynak”), miközben a magyar fordítás „Rúgj seggbe és hívj Judynak”.
- 2. évad 6. rész: Amikor Ross-nak feldagad a nyelve, Joey azt mondja,  érti amit Ross mond, mert az egyik bátyjának is hatalmas nyelve van, de nincs is bátyja, eredetiben a nagybátyját emlegeti.
- 2. évad 9. rész: Monica és Rachel sütit ad karácsonyra többek közt a újságkihordónak is, aki ezt azzal „hálálja meg” hogy a sütit beletapossa az újságba és beleír a keresztrejtvénybe. A fordítás szerint azt írja bele, hogy „Üss meg, üss meg, üss meg, üss meg”, de ez angol eredetiben „Bite me” szerepel – ami szó szerint „harapj meg”, igazából kb. azt jelenti, hogy „kapd be”. Ugyanitt amikor Phoebe a nagymamája taxijával elindul Chandler-rel és Joey-val, a Chandler-nek adott puskán az van: „Break left, gas right” (Fék bal, gáz jobb) a magyar fordítás viszont: „Fék jobb, gáz bal”, majd ez után a hiányzó anyósülés biztonsági övéről Phobe azt mondja, azért nincs mert „egy parafenomén kitépte” az eredetiben viszont a „the paramedics had to cut through it” vagyis „a mentősöknek át kellett vágniuk” szerepel.
- 2. évad 10. rész: Rachel azt mondja az elején Joey-nak „Hajnali 1-kor szinte képtelenség friss újsághoz jutni”, pedig az eredeti szöveg: „They’re not gonna be sold out of papers at 1 o’clock in the morning” vagyis hogy hajnali 1-kor még nem fognak kifogyni az újságból (az árusok). Később, amikor a frissen józan Boldog Bobby kihívja a folyosóra Monicát, ő azt kérdezi: „Kiestél egy vonatból?”. aminek nem sok értelme van. Eredetileg itt a „You fell off the wagon” kifejezés szerepel, ami azt jelenti, hogy valaki újra erősen inni kezd egy tiszta időszak után.
- 2. évad 23. rész: Dr. Richard Burke szerint „Tudtad, hogy ha előre leszigeteled a vezetéket, egy váratlan csőtörés esetén értékes perceket nyerhetsz”, aminek nem csak nincs értelme, de az eredetiben mást mond: „I like the way you have efficiently folded this tab under. You see in a tape emergency, you could shave valuable seconds off your time.” Vagyis: „Tetszik ahogy ilyen hatékonyan hajtod vissza ezt a fület. Egy ragasztó-vészhelyzetben ezzel értékes másodperceket nyerhetsz”. Később szintén ugyanő: „Nekem muszáj azon az oldalon aludnom”, mire Monica azt feleli: „Nem drágám, neked azon az oldalon kell aludnod, mert ezen az oldalon nekem kell aludnom”, majd Dr. Richard Burke: „Miért kell nekem ezt eltűrnöm” Ez eredetileg ez így hangzott: Dr. Richard Burke  „I have to sleep, have to, on this side of the bed” Monica „No honey, you have to sleep on this side of the bed, because I have to sleep on this side of the bed” „Or so I would have you believe.” Vagyis: Richard: „Nekem muszáj, muszáj ezen az oldalon aludnom” Monica: „Nem drágám, neked azért kell ezen az oldalon (Richard oldalára mutatva) aludnod, mert nekem ezen az oldalon (a sajátjára mutat) kell aludnom.” Richard: „Vagy én ezt akarom elhitetni veled”
- 2. évad 24. rész: Phoebe: „Álmomban ilyen pasival járok. Csak azt nem tudom milyen lesz az esküvőnk.” eredetiben „I think my boyfriend’s ever so dreamy. Wonder what our weeding’s gonna be like.” mintha Monica fejéből olvasná ki a gondolatokat, vagyis: „Szerintem egy álompasival járok. Vajon milyen lesz az esküvőnk…”. Valamivel később Phoebe és Chandler párbeszéde: Phoebe:  „Hogy halad a dolog az internet csirkével? Hű ez meg mi a tüdő?” Chandler: „Egy pókhálóforma a Guggenheim Múzeum. Ő a művészet, én meg a humor”. Ez eredetiben: Phoebe: „So, how’ your date with the cyber chick going. Hey what is all that?” Chandler: „Oh, it’s a website. It’s the Guggenheim Museum. See, she likes art and I like funny words.” Vagyis Phoebe „Hogy megy a randid az internetes tyúkkal? Hé, mi ez az izé?” Chandler: „Oh, ez egy honlap, a Guggenheim Múzeum. Tudod, ő szereti a művészetet, én meg szeretem a vicces szavakat.” Kicsit később Phoebe „Te vagy a babája?” Chandler „Attól tartok igen”. Eredetiben „Are you the cutest?” „I’m afraid I might just be” vagyis  „Hát nem te vagy a legédesebb?” „Attól tartok lehetséges”.
- 3. évad 1. rész: Amikor Joey ki van akadva, hogy Chandler megint Janice-szel jár, azt kérdezi: „Emlékszel Janice-re?” mire Rachel: „Igen, Joey, emlékszem. Rémes egy csaj, de tudod mit? Most együtt járnak, nem tehetünk semmit.” Joey: „Na látod. Épp ezt kéne megbeszélnünk, hogy mit tehetnénk”.  Eredetileg ennek a beszélgetésnek a vége így hangzik: Rachel: „Yes Joey, I remember. She’ annoying, but you know what? She is his girlfriend now. I mean what can we do?” Joey: „There you go! That’s the spirit I’m looking for. What can we do?” vagyis Rachel: „Igen, Joey, emlékszem. Rémes egy csaj, de tudod mit? Most együtt járnak, mit tehetnénk?” Joey: „Erről van szó. Ezt a hozzáállást keresem: mit tehetnénk?”
- 3. évad 3. rész: Phoebe az Usulát követő férfiról: „Ezért nem mert odajönni hozzám beszélgetni. A fékező tényezők miatt”. Eredetileg azt mondja: „That’s why couldn’t just come up and talk to me. ’Cause of the restraining order”, vagyis „Ezért nem tudott odajönni hozzám beszélgetni. A távoltartási határozat miatt”. Ugyanez a félrefordítás később Chandler szájából: „Phoebe. Ébresztő, itt a fékező tényező.” eredetileg: „Phoebs, wake up and smell the restraining order” vagyis „Phoebe, ébredj fel és szagold (gyanakodj) a távoltartási határozatot”.
- 3. évad 4. rész: Joey válasza Chandler elkötelezettségtől való félelmére: „Bár magam még sosem keltem át a csatornán, de úgy veszem ki a szavaidból, hogy azon csak egy nővel lehet átkelni, ugye?” Eredetileg azt mondja itt: „Well, I’ve never been through the tunnel myself, ’cause as I understand it, you are not allowed to go through it with more than one girl in the car, right?” vagyis „Nos magam még sosem keltem át a csatornán, mert úgy veszem ki a szavaidból, hogy azon egynél több nővel a kocsiban nem lehet átkelni, igaz?”
- 3. évad 5. rész: Chandler az ajtón belépve látja, hogy Joey asztaloskodik és azt kérdezi: „Na mi van, kiborított egy fa és most bosszút állsz?” eredetiben azt kérdezi: „So, what happened, did a forest tick you off?” vagyis: „Szóval, mi történt, kiborított egy erdő?”
- 3. évad 7. rész: Joey színészetet tanít: „Színészként még sosem kellett sírva fakadnom.” Eredetileg ez: „I’ve never been able to cry as an actor” vagyis: „Soha nem voltam képes sírni színészként”.
- 3. évad 13. rész: A részben következetesen és folyamatosan „hűtő(szekrény)” hangzik el a „freezer” vagyis „fagyasztó” helyett.
- 3. évad 17. rész: Ross és Rachel szakítása után Joey, Phoebe és Monica is felajánlja Rossnak, hogy vele lesz a hétvégén, de ő azt mondja nem kell, mire Chandler: „Akkor nekem már nem kell felajánlani”. Ez eredetiben: „Well, than I might as well offer to stay” vagyis: „Akkor már én is felajánlhatom, hogy maradok”
- 3. évad 19. rész: Amikor Joey egy színdarabban játszik, a másik főszereplő, Kate felismeri, hogy látta a TV-ben, amikor Joey a tejesdobozzal küzdött és azt mondja „A végén meg kekszet rágcsáltál”. Eredetileg itt azt mondja: „At the end you choked on a cookie”, vagyis „A végén egy keksztől fuldokoltál”. Később Monica és Pete egy kórház megnyitóján vannak, hol ez hangzik el: „…és ez lehet a 20. század penicilinje.” Eredetileg itt 21. század hangzik el az angol szövegben.
- 3. évad 23. rész: Amikor Pete bejelenti Monicának, hogy ő lesz az utcai harcosok bajnoka, azt mondja, ezt a sportot „49 államban játsszák”, itt eredetileg az hangzik el, hogy „It’s banned in 49 states” vagyis „49 államban van betiltva”.
- 4. évad 5. rész: Kathy (Joey aktuális barátnője) reklámot lát éjjel a tévében „Ez a felmosó isteni”. Eredetileg azt mondja „This wonder broom is amazing”, vagyis „Ez a csoda seprű fantasztikus”, aminek azért is több értelme van, mert utána Chandler egy seprűt mutat neki, hogy nekik van ilyen.
- 4. évad 17. rész: Monica arról beszél, hogy miért barátkozott az iskolában az ukrán gyerekkel: „Plusz a mamája minden tejfölt rárakott”. Eredetlieg itt az hangzik el, hogy „Plus his mom used to put sourcream on everything” vagyis „Plusz a mamája mindenre tejfölt rakott”.
- 4. évad 21. rész: Phoebe arról beszél, hogy meg akarta mászni a Mount Everest-et, „…de aztán kiderült, hogy 16 ezer dollárba kerül…” itt eredetileg 60 ezret mond.
- 4. évad 22. rész: Joey marasztalja Ross legénybúcsúja után a sztriptíztáncosnőt: „Játszhatsz a kakasommal”. Itt eredetileg azt mondja „I’ll let you play with my duck” vagyis „Játszhatsz a kacsámmal”.
- 5. évad 6. rész: Rachel így írja le az ő és Monica által kifüstölt embert: „Olyan volt mint egy nagy talp”. Itt Rachel természetesen a Nagylábúról (Big Feet) beszél, nem „nagy talp”-ról.
- 5. évad 9. rész: Joey panaszkodik Monicának és Chandler-nek arról, hogy az ő titkos viszonyuk miatt folyton megszégyenül: „Tegnap Rachel meglátta a szőrtelenítődet a fürdőszobánkban”. Itt eredetileg azt mondja: „Yesterday Rachel found your razor in our bathroom” vagyis „Tegnap Rachel meglátta a borotvádat a fürdőszobánkban”.
- 5. évad 17. rész: Monica: „Phoebe, van ott egy fűszál a hajadban”, majd Phoebe elővesz egy gallyat a hajából. Itt eredetileg „twig”, vagyis gally hangzik el.
- 6. évad 5. rész:  Phoebe szeretne segítséget kérni Monicától és Chandler-től a hármasikrek délutáni őrzéséhez és azt kérdezi: „Volna kedvetek holnap vigyázni három irtózatosan cuki kölyökmacskára?” Itt eredetileg a „puppy” vagyis „kölyökkutya” kifejezés hangzik el. Később, amikor Chandler lenyelte a játékfigurája lézerfegyverét, az orvostól hazatérve azt mondja: „Hát, mondjuk úgy hogy Krog-nak 24 órán belül mindene meglesz ahhoz, hogy elpusztítsa a világot”. Itt eredetileg 12-14 óra szerepel.
- 6. évad 13. rész: Rachel húga, Jill megérkezik és Phoebe azt kérdezi: „Ő, ő melyik húg, a lecsúszott vagy az amelyiket megverte?” Itt eredetileg azt kérdezi: „Which-which sister is this? Is this the spoiled one or that’s bitter?” vagyis: „Ő, ő melyik húg, az elkényeztetett vagy a sértődött?”
- 6. évad 17. rész: Monica meg van sértődve, amiért Chandler Valentin napra nem készített ajándékot, hanem egy korábban (Janice-től) kapott kazettát adott neki. Chandler ajánlatára (miszerint ő megfőz neki bármit, amit kér a konyhában és megtesz neki bármit a hálóban, azt mondja: „Jaha, persze, mondd csak, hülyének nézel?” miközben előbb a konyhára, majd a hálóra mutat. Itt Monica eredetileg azt mondja: „Yeah you will! (a konyára mutatva) „And, are you kiddin’ me?!” (a hálószobára mutatva) vagyis: „Naná hogy! (a konyhára mutatva) „És szórakozol velem?!” (a hálószobára mutatva).
- 6. évad 24. rész: Phoebe mondja Ross barátnőjéről, aki a tanítványa „Tudod, hogy te 20 évvel idősebb vagy.” Itt eredetileg 12 év hangzik el.
- 6. évad 25. rész: Phoebe és Rachel arról beszélgetnek, mennyire örülnek (és mennyire féltékenyek) Monica és Chandler boldogságára: Phoebe: „Én csak 91” Eredetileg itt 90/10 hangzik el. Később Rachel: „Ezért könnyű boldognak lenni Monicáék miatt.” Itt eredetileg azt mondja: „That’s what makes it so easy for me to be 80% happy for Monica and Chandler!” vagyis „Ezért könnyű 80%-nyira örülni Monicáéknak”.
- 7. évad 12. rész: A jóbarátok a tetőn a Bapstein-King üstököst akarják megnézni és Joey másfele nézeget: ”Nézd csak azt a jó csajt a rács mögött.” Eredetileg azt mondja: „Check out the rack on this chick!” vagyis „Nézd csak ennek a csajnak a dudáit!”
- 7. évad 16. rész: Chandler arról beszél, hogy az esküvőre milyen papot választanak Monicával: „Én ez alatt azt értem legyen hithű és kontrollálja a nyálműködését”. Itt eredetilag azt mondja: „And when I say legitimate I mean, gay and in control of his saliva!” vagyis: „És én törvényes alatt azt értem legyen meleg és kontrollálja a nyálműködését”.
- 7. évad 18. rész: Ross egyik tanítványa azt állítja, hogy szerelmes belé, hogy ne bukjon meg, de végül kiderül, hazudott ezért Ross visszarontja a jegyét, de ezt a beszélgetés két másik professzor is hallja. Ross végül azt mondja a tanítványnak: „Ne tetézze a bajt, mert kirúgom.” Itt eredetileg az hangzik el: „Don’t make this worse and I’ll give you a C.” vagyis: „Ne tetézze a bajt, adok egy hármast.”
- 7. évad 22. rész: Ross Monica Porsche-járól beszél: „Ez kocsi Monica, nem motorcsónak.” Itt eredetileg az hangzik el, hogy „It’s a car Monica! Not a rocket ship!”, vagyis: „Ez kocsi Monica, nem rakéta.” Később Ross vezeti a Porschét és egy rendőr félreállítja. Rachel: „Talán tisztán látta, ahogy mozdulatlanul szorítod a kormányt”. Itt eredetileg az hangzik el, hogy „Well maybe he saw your hand slip briefly from the ten and two o’clock position.” vagyis „Hát, talán látta, hogy a kezed kissé elcsúszott a 10 és 2 óra tartásból”.
- 7. évad 23. rész: Chandler nyakláncot kér kölcsön Monicától az apja részére és Monica azt kérdezi, milyen kivágású ruhához kellene. Chandler: ”Ha engem kérdezel, szerintem olyan kerek nyakú… fajta.” Eredetileg azt mondja: „He is more of a "if you've got it flaunt it" kind of father.” vagyis: „Ő inkább az a "ha van mivel, kérkedj vele" típusú apa.”
- 7. évad 24. rész: Chandler berezel az esküvő előtt, Phoebe és Ross a munkahelyén találja meg. Chandler: „Pánikolok. És az interneten ellenőrzöm, hogy tényleg Monica az igazi.” Itt eredetileg azt mondja: „Panicking! And using the Internet to try to prove that I’m related to Monica.” vagyis: „Pánikolok. És az interneten ellenőrzöm, hogy Monica-val rokonok vagyunk.”
- 8. évad 3. rész: Chandler énekel: „Bermuda, Bahama, come on pretty mama…..” ez Monica-nak nem tetszik: „Ezt felejtsd el addig, amíg kettesben vagyunk.”. Itt Monica eredetileg azt mondja: „That’s right. Get it out of your system while we’re alone.” vagyis: „Ezaz, add ki magadból, amíg kettesben vagyunk.”
- 8. évad 6. rész: Phoebe mondja, Ursula vőlegényének, aki puszit kér: ”Felőlem kaphatsz, de csak akkor ha elárulod, ki vagy.” Eredetileg azt mondja: „Okay, I will. But right after you tell me who the hell you are.”, vagyis: „Oké, kaphatsz. De rögtön utána meg kell mondanod ki a fene vagy.”
- 8. évad 7. rész: Chandler bejárónőt vesz fel. Monica: „Remélem ez alatt takarítónőt értesz, mert ha bejár ide egy másik nő, akivel….” Eredetileg azt mondja: „I hope by maid you mean mistress, because if some other woman was here cleaning then…”, vagyis „Remélem ez alatt szeretőt értesz, mert ha bejár ide egy másik nő takarítani….” Később Phoebe Ursula ex-vőlegényével randizik: „Nagyon édes vagy, de azért ne vidd túlzásba.” Eredetileg azt mondja: „Look, I like you, but it shouldn’t be this hard.” vagyis: „Nézd, én kedvellek, de ennek nem kellene ennyire nehéznek lennie.”
- 8. évad 11. rész: Rachel a nőgyógyásznál: „Rajtam múlott vagy a dokin, hogy olyan szép lett a vérképem?” Eredetiben azt kérdezi: „Was it me, or-or was the guy who took my blood sample really cute?”, vagyis: „Csak én láttam úgy, vagy a vérvételes fickó tényleg helyes volt?”
- 8. évad 12. rész: Chandler felemeli a kezét Monicának: „Ötös vagyok!”. Itt eredetileg a „High five!” kifejezés hangzik el, vagyis „Adj egy pacsit/ötöst!”.

## Bemutatások dátumai
| Ország             | Dátum                |
| ------------------ | -------------------- |
| Egyesült Államok   | 1994. szeptember 22. |
| Egyesült Királyság | 1995. április 28.    |
| Bulgária           | 1995. május 5.       |
| Svédország         | 1995. szeptember 11. |
| Szlovénia          | 1995. december 17.   |
| Norvégia           | 1996. január 7.      |
| Brazília           | 1996. február 6.     |
| Franciaország      | 1996. április 16.    |
| Magyarország       | 1996. május          |
| Ausztrália         | 1996. augusztus 5.   |
| Németország        | 1996. augusztus 17.  |
| Horvátország       | 1996. október 4.     |
| Dánia              | 1996. október 10.    |
| Olaszország        | 1997. június 23.     |
| Spanyolország      | 1997. november 16.   |
| Románia            | 1998. szeptember 10. |
| Portugália         | 1998. október 27.    |
| Kolumbia           | 1999. április 19.    |

## Vendégsztárok
- Adam Goldberg (Eddie, Chandler őrült lakótársa)
- Aisha Tyler (Charlie, Joey, majd Ross barátnője, paleontológus professzor)
- Alec Baldwin (Parker, Phoebe bosszantóan optimista barátja)
- Alexandra Holden (Elizabeth, Ross diákja és egyben barátnője)
- Anna Faris (Erica, Chandler és Monica örökbefogadott ikreinek szülőanyja)
- Audra Lindley (Phoebe nagymamája)
- Ben Stiller (Tommy, Rachel 'ordítozós' neurotikus barátja)
- Billy Crystal (Tim, a neurotikus pasi a kávéházban)
- Bonnie Somerville (Mona, Ross barátnője, akivel Monica és Chandler esküvőjén találkozik)
- Brad Pitt (Will, Ross régi iskolatársa, aki utálja Rachelt)
- Brooke Shields (Erica Ford, Joey őrült rajongója)
- Bruce Willis (Paul Stevens, Ross fiatal barátnőjének apja, később Rachel barátja)
- Carlos Gómez (Julio, Monica barátja, verset ír róla, vagyis az 'üres vázáról')
- Catherine Bell (a buszon ülő nő, aki Joey-val, Chandlerrel és Bennel utazik egy buszon)
- Charlie Sheen (Ryan, Phoebe tengerész barátja)
- Charlton Heston (saját maga)
- Chris Isaak (Rob Donnan, Phoebe barátja, ő szerzi neki a könyvtári munkát, ahol gyerekeknek énekel)
- Chrissie Hynde (Central Perk-i énekes – Stephanie Schiffer)
- Christina Applegate (Amy, Rachel húga)
- Christine Taylor (Bonnie, Ross barátnője, aki Rachel javaslatára újra leborotválja a fejét)
- Claudia Shear (a hitelkártyatolvaj 'ál-Monica')
- Corinne Bohrer (Joey barátnője – Melanie -, akinek gyümölcskosár cége van)
- Dakota Fanning (Mackenzie, a kislány a házból, ahová Chandler és Monica fog költözni)
- Danny DeVito (Roy, a sztriptíz táncos Phoebe leánybúcsúztató partiján)
- David Arquette (Malcolm, Phoebe nővérének őrült rajongója)
- Debra Jo Rupp (Alice, Phoebe sógornője)
- Denise Richards (Cassie Geller, Ross és Monica szexi unokatestvére)
- Dermot Mulroney (Gavin, aki Rachel munkáját végzi, amíg szülési szabadságon van)
- Dina Meyer (Kate, Joey színésztársa)
- Eddie Cahill (Tag Jones, Rachel titkára és egyben barátja)
- Elle McPherson (Janine Lecroix, Joey lakótársa (később barátnője), azután költözik be, hogy Chandler Monicához költözik)
- Ellen Pompeo (Missy Goldberg, Ross és Chandler viszonzatlan kollégiumi szerelme)
- Emily Procter (Anabel, az áruházból, ahol Joey kölnit reklámoz, Joey barátnője)
- Fisher Stevens (Roger, Phoebe barátja, az idegesítő pszichológus)
- Freddie Prinze Jr. (Sandy, Emma férfi dadusa)
- Gary Oldman (Richard Crosby, a színész, aki Joey partnere egy háborús filmben)
- George Clooney (dr. Michael Mitchell orvos egy korai évadban)
- Giovanni Ribisi (Phoebe öccse)
- Greg Kinnear (Benjamin Hobart, Ross barátnőjének, Charlie-nak az exbarátja)
- Hank Azaria (David, a tudós, Phoebe barátja)
- Harry Shearer (dr. Baldharar, Ross orvosa)
- Helen Baxendale (Emily, Ross második felesége)
- Helen Hunt (kávéházi szereplő)
- Hugh Laurie (a férfi, aki Rachel mellett ül a Londonba tartó repülőn)
- Isabella Rossellini (saját maga)
- Jana Marie Hupp (Mindy, Barry második esküvőjén, melyen Rachel Mindy koszorúslánya)
- Jason Alexander (Earl, a szuicid hajlamú irodai alkalmazott)
- Jay Leno (saját maga, amint meginterjúvolja Chandler anyját, Nora Binget)
- Jean-Claude Van Damme (saját maga, randizik Monicával és Rachellel)
- Jeff Goldblum (szerepválogató rendező)
- Jennifer Coolidge (Amanda, Monica és Phoebe régi barátnője, angol ál-akcentussal)
- Jennifer Grant (Nina Bookbinder, akit Chandler nehezen tud kirúgni)
- Jennifer Grey (Mindy, először Rachel koszorúslánya, majd Barry felesége)
- Jennifer Saunders (Andrea Waltham, Emily mostohaanyja)
- Jill Goodacre (saját maga, az áramszünet idején beszorul Chandlerrel egy ATM-be)
- Joel Beeson (Hombre-pasi – ejtsd: ombré)
- John Stamos (Zack, Monica és Chandler lehetséges sperma donora)
- Jon Favreau (Pete Becker, Monica milliomos barátja)
- Jon Lovitz (Monica munkaadó jelöltje, később randevúzik Rachellel)
- Jonathan Silverman (dr. Franzblau, Carol szülészorvosa)
- Julia Roberts (Susie Moss, Chandler volt gyerekkori iskolatársa)
- Kathleen Turner (Chandler apja)
- Kevin McDonald (a guru, aki megszabadítja Ross-t az 'izéjétől')
- Kristin Davis (Erin, Joey barátnője)
- Lauren Tom (Julie, Ross barátnője, Kínában találkoznak)
- Lea Thompson (Caroline, aki megszagolja Bent, mikor Chandler és Joey vigyáznak rá)
- Leah Remini (akinek Joey segít szülni, mikor Carol is szül)
- Lee Garlington (Ronnie, Joey apjának barátnője)
- Mae Whitman (Sarah, akinek Ross véletlenül eltöri a lábát és helyette árul Barna Madár sütit)
- Max Wright (Terry, a Central Perk vezetője)
- Michael McKean (Mr. Ratstatter, Monica neki kísérletezi ki a Mocsoládé sütiket)
- Michael Vartan (dr. Timothy Burke, dr. Richard Burke fia)
- Noah Wyle (dr. Jeffrey Rosen orvos az első évadban)
- Olivia Williams (koszorúslány Ross esküvőjén)
- Paget Brewster (Kathy, először Joey, majd Chandler barátnője, Chandler miatta bújik a ládába)
- Paul Rudd (Mike Hanigan, Phoebe barátja, később férje)
- Penn Jillette (a férfi, aki eladja Joeynak az enciklopédiát)
- Ralph Lauren (saját maga)
- Rebecca Romijn Stamos (Cheryl, Ross szerelme, a 'rendetlen lány')
- Reese Witherspoon (Jill, Rachel húga)
- Robin Williams (neurotikus figura a kávéházban)
- Sarah Ferguson, Duchess of York (saját maga)
- Sean Penn (Eric, Ursula vőlegénye, később Phoebe barátja)
- Sherilyn Fenn (Ginger, Joey majd Chandler falábú barátnője)
- Sofia Milos (Aurora, Chandler férjezett, és több baráttal is rendelkező barátnője)
- Soleil Moon Frye (Katie, a verekedős lány, Joey barátnője)
- Steve Zahn (Duncan, Phoebe meleg, jégtáncos férje)
- Stan Kirsch (Ethan, Monica barátja, mint később kiderül, még csak most végez a gimiben)
- Steven Eckholdt (Mark, Rachel munkatársa, akire Ross féltékeny)
- Susan Sarandon (Jessica Lockhart, szappanopera sztár)
- Susan Ward (Haley, Joey barátnője)
- Tom Selleck (dr. Richard Burke, Monica idősebb barátja)
- Trudie Styler (saját maga, Sting felesége, Ben osztálytársának édesanyja)
- Vincent Ventresca (Boldog Bobby, Monica barátja)
- Wayne Pere (Max, Phoebe barátjának, Davidnek a tudóstársa)
- Willie Garson (Steve, Ross lakóházának 'elnöke')
- Winona Ryder (Melissa Warburton, Rachel régi iskolatársnője, aki szerelmes Rachelbe)

## Magyar vonatkozások
A sorozatban a legtöbb külföldi vonatkozás – az olaszokat leszámítva, utalva Joey olasz származására vagy Rachel olasz barátjára, Paolo-ra, valamint a hollandokat, lásd az Amerikai futball című részt vagy azt, amikor Rossék a holland néni lakását akarják megszerezni – valószínűleg a svédekre esett, de magyar vonatkozásai is voltak a sorozatnak. Az egyik ilyen a 4. évad 5. részében Chandler és Joey barátnője az éjszaka közepén egy Kovács Ernő (Ernie Kovacs) filmet akarnak megnézni. Egy későbbi részben Ross egy magyar fotósra utal.
Az 5. évad 16. részében Chandler Rubik-kockával játszik.
A konyhapulton magyar csípőspaprika üvege látható.

## Kapcsolódó filmek vagy sorozatok

### Joey
A Joey-t 2004. szeptember 9-én mutatta be az NBC. A Jóbarátokon alapul, főszereplője a sorozat „Joey Tribbiani”-ja (Matt LeBlanc).
Szereplők:

Matt LeBlanc (Joey Tribbiani)

Paulo Costanzo (Michael Tribbiani)

Drea de Matteo (Gina Tribbiani)

Andrea Anders (Alexis 'Alex' Julia Garrett)

Jennifer Coolidge (Bobbie Morganstern)

### TOW All the Trivia[79]
Számítógépes játék, melyben több mint 3000 kérdés, és majd' 700 videóklip segítségével lehet tudásunkat tesztelni Janice, Gunther, valamint Jack és Judy Geller eredeti hangjával.

## Díjak és jelölések

### Megnyert díjak
- BAFTA-díj (1998) – Legjobb televíziós minisorozat vagy tévéfilm
- Emmy-díj (1998) – Legjobb televíziós sorozat – musical és vígjáték kategória – legjobb színésznő: Lisa Kudrow
- Emmy-díj (2002) – Legjobb televíziós sorozat – musical és vígjáték kategória – legjobb színésznő: Jennifer Aniston
- Emmy-díj (2002) – Legjobb televíziós minisorozat vagy tévéfilm
- Golden Globe-díj (2003) – Legjobb televíziós sorozat – musical és vígjáték kategória – legjobb színésznő: Jennifer Aniston

### Jelölések
- Emmy-díj (1995) – Legjobb televíziós sorozat – musical és vígjáték kategória – legjobb színész jelölés: David Schwimmer
- Emmy-díj (1995) – Legjobb televíziós sorozat – musical és vígjáték kategória – legjobb színésznő jelölés: Lisa Kudrow
- Golden Globe-díj (1996) – Legjobb televíziós sorozat – musical és vígjáték kategória – legjobb színésznő jelölés: Lisa Kudrow
- Golden Globe-díj (1996) – Legjobb televíziós minisorozat vagy tévéfilm jelölés
- Golden Globe-díj (1997) – Legjobb televíziós minisorozat vagy tévéfilm jelölés
- Golden Globe-díj (1998) – Legjobb televíziós minisorozat vagy tévéfilm jelölés
- Emmy-díj (1999) – Legjobb televíziós sorozat – musical és vígjáték kategória – legjobb színésznő jelölés: Lisa Kudrow
- Emmy-díj (2001) – Legjobb televíziós sorozat – musical és vígjáték kategória – legjobb színésznő jelölés: Jennifer Aniston, Lisa Kudrow
- Emmy-díj (2002) – Legjobb televíziós sorozat – musical és vígjáték kategória – legjobb színész jelölés: Matthew Perry
- Golden Globe-díj (2002) – Legjobb televíziós sorozat – musical és vígjáték kategória – legjobb színésznő jelölés: Jennifer Aniston
- Golden Globe-díj (2002) – Legjobb televíziós minisorozat vagy tévéfilm jelölés
- Emmy-díj (2003) – Legjobb televíziós sorozat – musical és vígjáték kategória – legjobb színész jelölés: Matt LeBlanc
- Emmy-díj (2003) – Legjobb televíziós sorozat – musical és vígjáték kategória – legjobb színésznő jelölés: Jennifer Aniston
- Golden Globe-díj (2003) – Legjobb televíziós sorozat – musical és vígjáték kategória – legjobb színész jelölés: Matt LeBlanc
- Golden Globe-díj (2003) – Legjobb televíziós minisorozat vagy tévéfilm jelölés
- Emmy-díj (2004) – Legjobb televíziós sorozat – musical és vígjáték kategória – legjobb színész jelölés: Matt LeBlanc
- Emmy-díj (2004) – Legjobb televíziós sorozat – musical és vígjáték kategória – legjobb színésznő jelölés: Jennifer Aniston
- Golden Globe-díj (2004) – Legjobb színészi alakítás – televíziós minisorozat vagy tévéfilm jelölés: Matt LeBlanc